# Comerțul cu blănuri din America de Nord

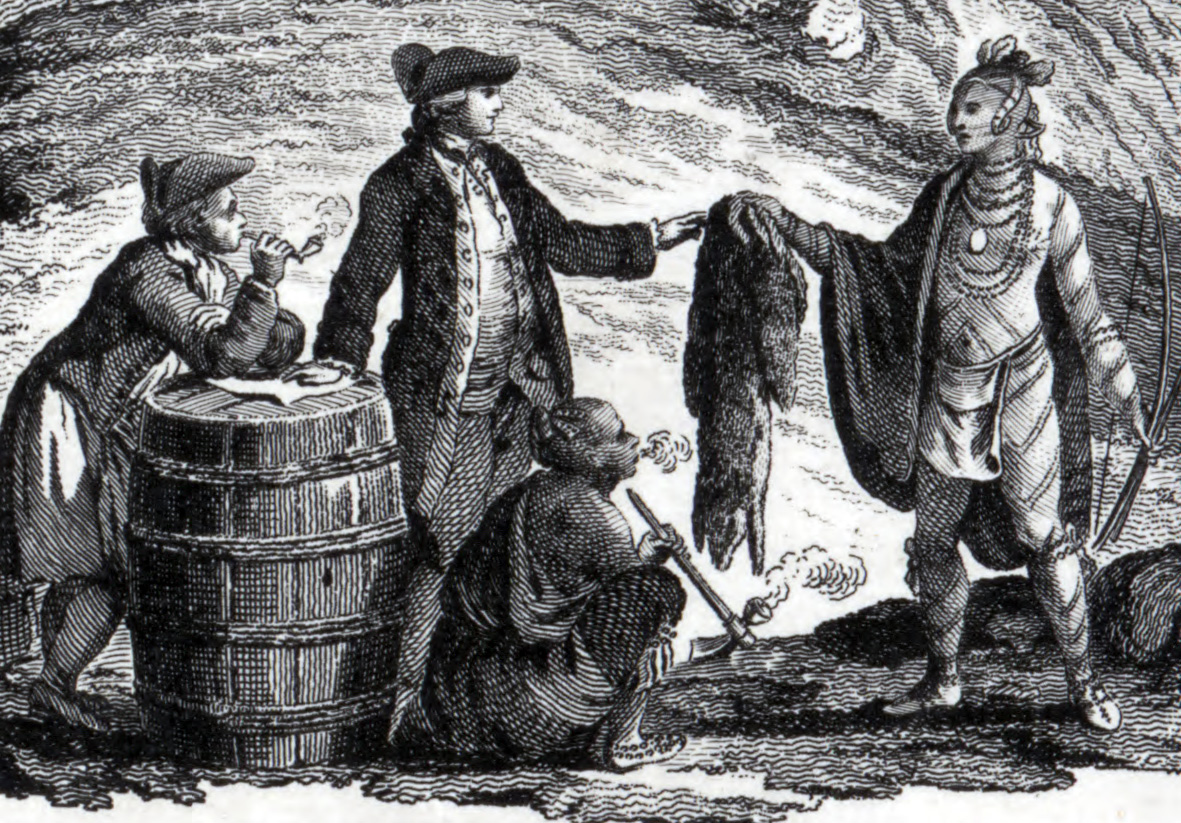
O ilustrație cu negustori de blănuri europeni și amerindieni în America de Nord, 1777

Comerțul cu blănuri din America de Nord este negoțul, de obicei istoric, cu blănuri și alte mărfuri practicat în America de Nord, predominant în provinciile de est ale Canadei și în coloniile din nord-estul Americii (care aveau să devină statele din nord-estul Statelor Unite). Comerțul a fost inițiat în principal prin coloniști și exploratori francezi, olandezi și englezi, în colaborare cu diferite triburi amerindiene din regiune, cum ar fi Wyandot-Huron și irochezii; în cele din urmă, beneficiile financiare și culturale ale comerțului cu blănuri avea să facă operațiunea să se extindă rapid pe tot continentul și în mai multe zone continentale ale Statelor Unite și Alaskăi.
Europenii și-au început participarea la comerțul cu blănuri din America de Nord încă din perioada inițială a colonizării Americilor, și au adus câștigurile financiare și materiale ale comerțului în Europa. Negustorii europeni din Franța, Anglia și Republica Neerlandeză și-au înființat posturi comerciale și forturi în diferite regiuni din estul Americii de Nord, în primul rând pentru a efectua tranzacții comerciale cu amerindienii și comunitățile locale. Comerțul și-a atins apogeul importanței economice în secolul al XIX-lea, moment în care întreaga operațiune era alimentată de poteci cunoscute, cunoștințele și experiențele a numeroși coloniști ai frontierei, și de sistemul de rețele comerciale elaborate.
Comerțul a devenit în curând unul dintre principalii factori economici din America de Nord, și a dus la concurență între națiunile europene care dețineau interese comerciale în America. Statele Unite au încercat să înlăture substanțialul control britanic asupra comerțului cu blănuri din America de Nord în primele decenii ale existenței sale. Multe popoare indigene aveau în curând să ajungă dependente de comerțul cu blănuri ca sursă principală de venit și metodă de obținere a bunurilor fabricate în Europa (cum ar fi arme, articole de uz casnic, ustensile de bucătărie și alte produse utile). Cu toate acestea, până la mijlocul secolului al XIX-lea, schimbarea modei în Europa a dus la o prăbușire a prețurilor blănurilor și a dus la prăbușirea mai multor companii de blănuri. Multe comunități indigene (și europene) care se bazau pe comerțul cu blănuri s-au trezit brusc cufundate în sărăcie și, în consecință, și-au pierdut o mare parte din influența politică pe care o dețineau cândva.
Numărul de castori și vidre americane ucise în timpul comerțului cu blănuri a fost devastator pentru populațiile acestor animale din America de Nord. Ecosistemele naturale care se bazau pe barajele construite de castori, gestionarea râurilor și a apelor și alte nevoi vitale au fost și ele devastate, ducând la distrugeri ecologice, schimbări semnificative de mediu și chiar secetă în anumite zone. În urma acestei degradări, atât populațiile de vidră americană, cât și de castori din America de Nord au continua să scadă, fără o îmbunătățire semnificativă până la jumătatea secolului al XX-lea.

## Origini
În cele trei călătorii ale sale în Golful Sfântul Laurențiu în anii 1530 și 1540, Jacques Cartier a efectuat unele dintre primele schimburi comerciale cu blănuri între popoarele europene și cele amerindiene asociate cu explorările din perioada începând cu secolul al XVI-lea în America de Nord. Cartier a încercat să facă puțin comerț cu blănuri cu amerindienii din Golful Sfântul Laurențiu și de-a lungul râului Sfântul Laurențiu. El s-a concentrat pe comerțul cu blănuri folosite ca accesorii și podoabe. El nu s-a ocupat cu vederea blănurile care aveau să devină forța motrice a comerțului cu blănuri din nord, anume cele de castor, care aveau să ajungă la modă în Europa.

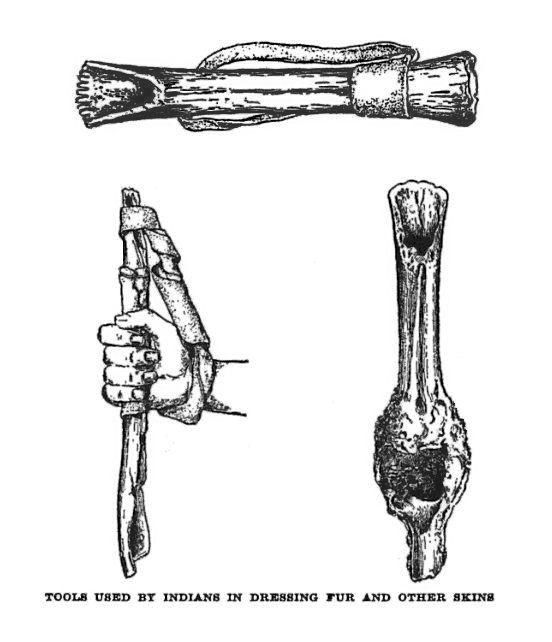
Instrumente de curățare a blănurilor

Primele activități de comerț european cu piei de castor datează din industria pescuitului de cod, practică ce s-a răspândit în zona Marilor Țărmuri ale Atlanticului de Nord în secolul al XVI-lea. Noua tehnică de conservare a peștelui uscat le permitea pescarilor, în principal basci, să pescuiască lângă coasta Newfoundlandului și să transporte peștele înapoi în Europa pentru vânzare. Pescarii căutau porturi potrivite cu acces la mult lemn pentru a usca cantități mari de cod. Aceasta a generat primul contact al acestora cu popoarele indigene locale, cu care pescarii au început mici activități comerciale.
Pescarii dădeau articole din metal la schimb pentru îmbrăcăminte din blană de castor, făcută din piei de castori cusute împreună și tăbăcite de localnici. Ei foloseau hainele pentru a se încălzi în călătoriile lungi și reci de întoarcere peste Atlantic. Aceste castor gras (în franceză) au devenit apreciate de pălărierii europeni în a doua jumătate a secolului al XVI-lea, ei transformând pieile în pâslă. Descoperirea calităților superioare ale pâslei din blană de castor, împreună cu popularitatea în creștere rapidă a pălăriilor din pâslă de castor, a transformat accidentalul comerț al pescarilor într-o ramură economică în sine în teritoriile franceze și mai târziu britanice în secolul al XVII-lea.

## Noua Franță în secolul al XVII-lea

Harta Noii Franțe (Champlain, 1612)

Tranziția de la un comerț sezonier din zonele de coastă la un comerț permanent cu blănuri a fost marcată în mod oficial odată cu întemeierea Quebecului pe râul Sfântul Laurențiu în 1608 de către Samuel de Champlain, prin care s-a consfințit oficial formarea Noii Franțe. Această așezare a marcat începutul mișcării către vest a negustorilor francezi din prima așezare permanentă Tadoussac aflată la gura râului Saguenay în Golful Sfântul Laurențiu, în susul râului Sfântul Laurențiu și în pays d'en haut („Țara de Sus”) din jurul Marilor Lacuri. Au urmat în prima jumătate a secolului al XVII-lea mișcări strategice ale grupurilor franceze și indigene în vederea promovării propriilor ambiții economice și geopolitice.
Champlain s-a aflat în avangarda expansiunii, centralizând în același timp eforturile franceze. Deoarece popoarele autohtone aveau rolul principal de furnizori în comerțul cu blănuri, Champlain a creat rapid alianțe cu algonquinii, Montagnais (care se aflau pe teritoriul din jurul Tadoussacului) și, cel mai important, cu huronii din vest. Acesta din urmă, un popor vorbitor al unei limbi irocheze, a servit ca intermediar între francezii de pe Sfântul Laurențiu și popoarele din pays d'en haut. Champlain a sprijinit triburile nordice în lupta lor militară deja în desfășurare cu Confederația Iroquois din sud. El a asigurat ruta de pe râul Ottawa către Golful Georgian, extinzând foarte mult comerțul. Champlain a trimis tineri francezi să trăiască și să lucreze printre băștinași, în special pe Étienne Brûlé, ca să învețe pământul, limba și obiceiurile acestora, precum și pentru a promova comerțul cu ei.
Champlain a reformat comerțul, creând primul trust neoficial în 1613, ca răspuns la pierderile tot mai mari din cauza concurenței. Trustul a fost ulterior oficializat printr-o cartă regală, și a dus la o serie de monopoluri comerciale în timpul mandatului Noii Franțe. Cel mai notabil monopol a fost Compania celor O Sută de Asociați cu sediul în Franța, cu o perioadă în care a încercat să facă tranziția către alte companii de tranzacționare cu acțiuni, cum ar fi Compania Habitanților în anii 1640 și 1650, lăsând unui grup mic de investitori din Canada să dețină la început monopolul, ca apoi să se retragă rapid și să limiteze comerțul și investițiile la interiorul coloniei. Monopolurile dominau comerțul, dar cartele lor impuneau și plata de venituri anuale către guvernul național, cheltuieli militare și așteptarea că vor încuraja colonizarea Noii Franțe, care era slab populată.
Bogăția imensă rezultată din comerțul cu blănuri a creat probleme de aplicare a monopolului. Negustori independenți nelicențiați, cunoscuți sub numele de coureurs des bois (adică „alergători ai pădurilor”), au început să facă afaceri la sfârșitul secolului al XVII-lea și începutul secolului al XVIII-lea. De-a lungul timpului, mulți metiși au fost atrași de comerțul independent; ei erau urmașii vânătorilor francezi și ai femeilor indigene. Utilizarea din ce în ce mai mare a monedei, precum și importanța contactelor personale și a experienței în comerțul cu blănuri, a oferit un avantaj negustorilor independenți față de monopolurile mai birocratice. Coloniile engleze nou înființate din sud s-au alăturat rapid comerțului profitabil, atacând valea râului Sfântul Laurențiu și capturând și controlând Quebec-ul între 1629 și 1632.
Deși a adus bogăție câtorva negustori francezi și regimului francez, comerțul cu blănuri a adus și schimbări profunde comunităților indigene care trăiau de-a lungul râului Sfântului Lawrence. Mărfurile europene, cum ar fi capetele de topor de fier, ibricele de alamă, pânza și armele de foc au fost obținut la schimb cu piei de castor și alte blănuri. Practica pe scară largă a trocului de blănuri la schimb cu rom și whisky a dus la probleme asociate cu ebrietatea și abuzul de alcool. Distrugerea ulterioară a populațiilor de castori de-a lungul râului Sfântul Laurențiu a intensificat competiția acerbă dintre irochezi și huroni pentru accesul la ținuturile bogate cu blană din Platoul Canadian.
Se crede că competiția pentru vânătoare a contribuit la distrugerea timpurie a irochezilor de pe Sfântul Laurențiu din vale până în 1600, probabil de către tribul irochez Mohawk, care se afla cel mai aproape de ei, era mai puternic decât huronii și avea cel mai mult de câștigat prin controlul acestei părți a văii.
Accesul irochezilor la arme de foc prin intermediul negustorilor neerlandezi și mai târziu englezi de-a lungul râului Hudson a crescut numărul de victime ale războaielor. Această creștere a vărsării de sânge, nevăzută până atunci în războiale irocheze, a sporit practica „războaielor de doliu”. Irochezii efectuau raiduri în rândul triburilor vecine doar pentru a lua prizonieri, care erau adoptați ceremonial ca noi membri ai familiilor lor pentru a le lua locul irochezilor morți; astfel a escaladat un ciclu de violențe și războaie. Mai semnificativ, noile boli infecțioase aduse de francezi au decimat comunitățile autohtone. Combinate cu războaiele, bolile au dus la cvasi-distrugerea huronilor până în 1650.

## Competiția anglo-franceză

### Războaiele Castorilor

Harta posesiunilor franceze și britanice din America de Nord la începutul secolului al XVIII-lea. Se observă expansiunea franceză în Lacul Winnipeg și controlul britanic asupra Golfului Hudson, ambele zone principale pentru producția de blănuri.

În anii 1620, irochezii deveniseră dependenți de unelte de fier, pe care le obțineau prin comerțul cu blănuri de la olandezii din Fort Nassau (astăzi Albany, New York). Între 1624 și 1628, irochezii și-au alungat vecinii, pe mohicani, pentru a fi ei singurul popor din valea râului Hudson capabil să facă comerț cu olandezii. Până în 1640, cele Cinci Națiuni au epuizat rezerva de castori din Kanienkeh („Țara Silexului”, numele dat de irochezi teritoriului lor de baștină din ceea ce este astăzi nordul statului New York) și, în plus, în Kanienkeh nu existaseră nici înainte castori cu pielea groasă, ca cei pe care îi doreau europenii și pentru care plăteau cel mai bine, castori care se găseau mai la nord, în ceea ce este astăzi nordul Canadei.
Cele Cinci Națiuni au declanșat „Războaiele Castorilor” pentru a prelua controlul asupra comerțului cu blănuri de la alți intermediari care făceau negoț cu europenii. Țarea wendaților, Wendake, se află în ceea ce este astăzi sudul provinciei Ontario, șe era mărginită pe trei laturi de Lacul Ontario, Lacul Simcoe și Golful Georgian. Prin Wendake, făceau comerț cu francezii și triburile ojibwe și cree care locuiau mai la nord. În 1649, irochezii au efectuat o serie de raiduri în Wendake, cu scopul de a-i distruge pe wendați ca popor, și au luat mii de wendați prizonieri pentru a fi adoptați de familiile irocheze, restul fiind uciși. Războiul împotriva wendaților a fost cel puțin în egală măsură un „război de doliu” și „război al castorilor” întrucât irochezii au atacat obsesiv Wendake timp de zece ani după marile lor raiduri din 1649 pentru a aduce câte un singur wendat înapoi în Kanienkeh, chiar dacă nu mai dețineau prea multe piei de castor. Populația irocheză fusese devastată de pierderi din cauza bolilor europene precum variola, deoarece nu avea imunitate, iar când irochezii au făcut în cele din urmă pace cu francezii în 1667, unul dintre termeni a fost ca francezii să predea pe toți wendații care se refugiaseră în Noua Franță.

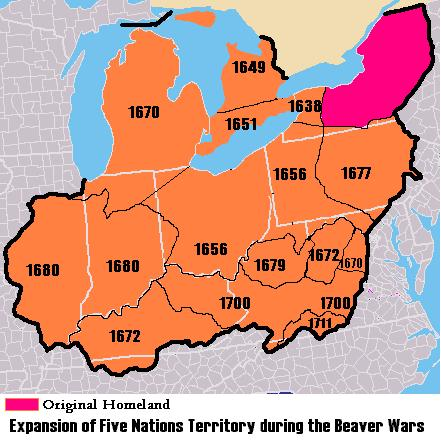
Cuceririle irochezilor din timpul Războaielor Castorilor (mijlocul secolului al XVII-lea), care au depopulat în mare parte valea superioară și mijlocie a râului Ohio.

Irochezii se ciocniseră deja cu francezii în 1609, 1610 și 1615, dar „Războaiele Castorilor” au provocat o luptă îndelungată cu francezii care nu aveau nicio intenție să permită celor Cinci Națiuni să se pună în poziția de unici intermediari în comerțul cu blănuri. Francezii nu s-au descurcat bine la început, irochezii provocând mai multe victime decât pierdeau, iar așezările franceze erau deseori izolate, canoele care aduceau blănuri la Montreal fiind adesea interceptate și, uneori, irochezii blocând cu totul râul Sfântul Laurențiu.

### Noua Franță
Noua Franță era o colonie privată condusă de Compagnie des Cent-Associés, care a dat faliment în 1663 din cauza atacurilor irocheze care au făcut ca comerțul cu blănuri să devină neprofitabil pentru francezi. După ce Compagnie des Cent-Associés a dat faliment, Noua Franță a fost preluată de Coroana Franceză. Regele Ludovic al XIV-lea a vrut ca noua sa colonie a coroanei să obțină profit și a trimis Regimentul Carignan-Salières să o apere.
În 1666, Regimentul Carignan-Salières a făcut un raid devastator asupra teritoriului Kanienkeh, care a determinat cele Cinci Națiuni să ceară pace în 1667. Perioada de prin 1660 până în 1763 s-a caracterizat prin rivalitatea acerbă între Franța și Marea Britanie, fiecare din cele două puteri europene luptându-se să-și extindă teritoriile de comerț cu blănuri. Cele două puteri imperiale și aliații lor amerindieni au fost implicate în conflicte care au culminat cu Războiul Francez și Indian, o ramificație a Războiului de Șapte Ani din Europa.
Călătoria din 1659–1660 a negustorilor francezi Pierre-Esprit Radisson și Médard Chouart des Groseilliers în teritoriul de la nord și vest de Lacul Superior a deschis simbolic această nouă epocă de expansiune. Călătoria lor comercială s-a dovedit extrem de profitabilă în blănuri. Mai important, ei au aflat de o mare înghețată aflată la nord, care oferea acces facil la zona interioară bogată în vânat. La întoarcere, oficialii francezi au confiscat blănurile acestor coureurs des bois fără licență. Radisson și Groseilliers au mers la Boston și apoi la Londra pentru a obține finanțare și două nave pentru a explora Golful Hudson. Succesul lor a dus la înființarea de către Anglia a Companiei Golfului Hudson în 1670, un jucător important în comerțul cu blănuri pentru următoarele două secole.

### Expansiunea spre vest
Explorarea și expansiunea franceză spre vest a continuat, cu oameni precum La Salle și Jacques Marquette, care au explorat și revendicat Marile Lacuri, precum și văile râurilor Ohio și Mississippi. Pentru a susține aceste pretenții teritoriale, francezii au construit o serie de mici fortificații, începând cu Fort Frontenac de pe lacul Ontario în 1673. Odată cu construcția Le Griffon în 1679, prima navă cu vele de dimensiuni mari de pe Marile Lacuri, forturile au deschis Marile Lacuri navigației franceze.
Mai multe grupuri de băștinași au aflat despre mărfurile europene și au devenit intermediari comerciali, în special Ottawa. Impactul competitiv al noului comerț al Companiei engleze a Golfului Hudson a fost resimțit încă din 1671, cu randamente reduse pentru francezi și rolul băștinașilor intermediari. Această nouă competiție a stimulat direct expansiunea Franței în Nord-Vest pentru a recâștiga clienții amerindieni.

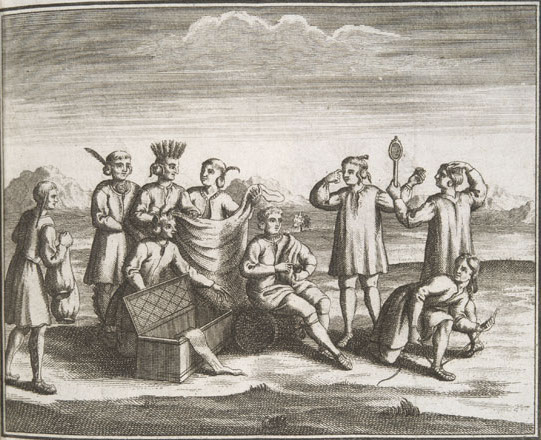
Irochezi cu mărfuri din Vest, 1722

Ceea ce a urmat a fost o expansiune continuă la nord și la vest de Lacul Superior. Francezii au folosit negocieri diplomatice cu băștinașii pentru a recâștiga comerțul și o politică militară agresivă pentru a elimina temporar competiția Companiei Golfului Hudson. În același timp, prezența engleză în Noua Anglie a devenit mai puternică, în timp ce francezii erau ocupați să încerce să-i împiedice pe coureurs de bois și pe indienii aliați să mai facă contrabandă cu blănuri către englezi pentru prețuri adesea mai mari și bunuri de calitate superioară decât le puteau oferi francezii.
În 1675, irochezii au făcut pace cu machianii, și i-au învins în cele din urmă pe Susquenhannock. La sfârșitul anilor 1670 și începutul anilor 1680, cele Cinci Națiuni au început să atace ceea ce este astăzi Vestul Mijlociu, luptându-se cu triburile Miami și Illinois, în timp ce cu Ottawa alternau între lupte și perioade de negociere a unor alianțe. O căpetenie Onondaga, Otreouti, pe care francezii l-au numit La Grande Gueule („Gură Mare”), a anunțat într-un discurs din 1684 că războaiele împotriva triburilor Illinois și Miami sunt justificate pentru că „au venit să vâneze castori pe pământurile noastre... ".

### Războiul Francez și Indian
La început, francezii au avut o atitudine ambivalentă față de expansiunea irochezilor spre vest. Pe de o parte, faptul că cele Cinci Națiuni erau în război cu alte popoare împiedica acele popoare să facă comerț cu englezii la Albany, dar, pe de altă parte, francezii nu doreau nici ca irochezii să devină singurii intermediari în comerțul cu blănuri. Dar, pe măsură ce irochezii au continuat să repurteze victorii împotriva celorlalte popoare amerindiene, ei îi împiedicau pe negustorii francezi și algonchini de blănuri să intre în valea fluviului Mississippi, iar Ottawa dădeau semne că în cele din urmă acceptă o alianță cu cele Cinci Națiuni, francezii au declarat în 1684 război irochezilor. Într-o cerere de ajutor, Otreouti a remarcat: „francezii vor să aibă toți castorii și sunt supărați pe noi că v-am adus câțiva”.
Începând din 1684, francezii au atacat în mod repetat Kanienkeh, arzând recoltele și satele, în timp ce Ludovic poruncea ca cele Cinci Națiuni să fie „umilite” odată pentru totdeauna și să învețe să respecte „măreția” Franței. Raidurile repetate ale francezilor au produs pierderi grele mohawkilor, care reușeau să adune circa 300 de războinici în anii 1670 dar în vara lui 1691 nu mai puteau aduna decât 170. Irochezii au ripostat cu raiduri în Noua Franță, cel mai de succes fiind un raid în Lachine în 1689, în care au murit 24 de francezi iar 80 au fost luați prizonieri, dar resursele superioare ale statului francez i-au erodat constant până când au încheiat pacea în 1701.
Colonizarea refugiaților amerindieni din Războaiele Castorilor în vestul și nordul Marilor Lacuri s-a combinat cu declinul intermediarilor Ottawa și a creat noi piețe vaste pentru negustorii francezi. Războiul irochez reizbucnit în anii 1680 a stimulat și comerțul cu blănuri, deoarece aliații amerindieni ai francezilor cumpărau arme. Noile piețe mai îndepărtate și concurența acerbă din partea englezilor au inhibat comerțul direct din nord-vest cu Montrealul. Vechiul sistem de intermediari amerindieni și coureurs de bois care călătoreau la târgurile din Montreal sau, ilegal, în târgurile englezești a fost înlocuit de o rețea comercială din ce în ce mai complexă și care implica multă forță de muncă.
Voyageurii autorizați, aliați cu negustorii din Montreal, au folosit rute pe apă pentru a ajunge la colțurile îndepărtate din nord-vest cu canoe încărcate de mărfuri comerciale. Aceste riscante proiecte necesitau investiții inițiale mari și aveau o rentabilitate foarte mică. Primele venituri din vânzările de blănuri în Europa veneau abia la patru sau mai mulți ani după investiția inițială. Acești factori economici concentrau comerțul cu blănuri în mâinile câtorva mari negustori din Montreal care aveau capital disponibil. Această tendință s-a extins în secolul al XVIII-lea și a atins apogeul cu marile companii de comerț cu blănuri din secolul al XIX-lea.

### Efect asupra populației de castor
Competiția dintre englezi și francezi a fost dezastruoasă pentru populația de castori. Statutul castorilor s-a schimbat dramatic, deoarece a trecut de la a fi o sursă de hrană și îmbrăcăminte pentru popoarele indigene la un bun vital pentru schimbul cu europenii. Francezii erau în permanență în căutarea de blănuri mai ieftine și au încercat să scurtcircuiteze intermediarii amerindieni, ceea ce i-a încurajat să exploreze interiorul continentului până la Lacul Winnipeg și Câmpiile Centrale. Unii istorici contestă afirmațiile conform cărora concurența ar fi fost responsabilă predominant de exploatare excesivă a resurselor, dar alții folosesc analize empirice pentru a sublinia schimbarea stimulentelor economice pentru vânătorii băștinași și rolul europenilor în această problemă. Calvin Martin susține că a existat o ruptură a relației dintre om și animal în rândul unor vânători băștinași care, adaptându-se la modul de lucru al coloniștilor, au vânat pentru a hrăni piețele globale de blănuri fără a ține cont de posibilitatea extincției animalelor. Pe măsură ce concurența între englezi și francezi creștea în secolul al XVI-lea, blana a continuat să fie recoltată de triburile băștinași, atât pentru uz propriu, cât și ca intermediar. Toate acestea s-au combinat într-o severă suprarecoltare a castorilor. Datele de la trei dintre punctele comerciale ale Companiei Golfului Hudson arată această tendință.

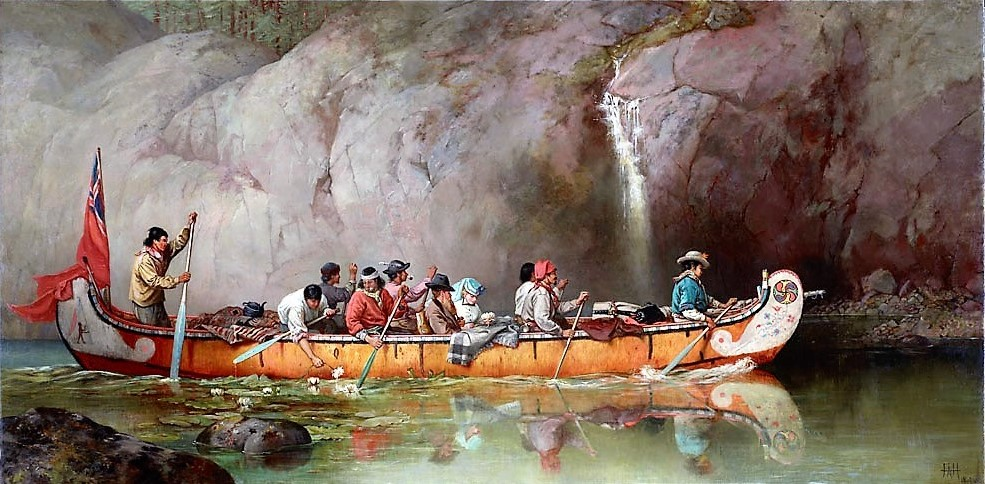
Canoe condusă de călători care trec pe lângă o cascadă

Englezii și francezii aveau structuri ierarhice comerciale foarte diferite. Compania Golfului Hudson deținea un monopol tehnic al comerțului cu castori în bazinul hidrografic al Golfului Hudson, în timp ce Compagnie d'Occident primise monopolul comerțului cu castori mai la sud. Englezii își organizau comerțul pe linii strict ierarhice, în timp ce francezii foloseau licențe pentru a închiria utilizarea posturilor lor. Aceasta însemna că francezii stimulau extinderea comerțului, iar negustorii francezi se infiltrau într-adevăr într-o mare parte a regiunii Marilor Lacuri. Francezii și-au înființat posturi pe Lacul Winnipeg, Lac des Praires și Lacul Nipigon, ceea ce reprezenta o amenințare serioasă la adresa fluxului de blănuri către York Factory. Pătrunderea din ce în ce mai puternică în apropierea porturilor engleze a însemnat că băștinașii americani aveau mai multe locuri pentru a-și vinde bunurile.
Simularea populațiilor de castori în jurul punctelor comerciale se realizează luând în considerare producțiile de piei de castori din fiecare post comercial, dovezile biologice privind dinamica populației de castori și estimările contemporane ale densităților populației de castori. Opinia conform căreia concurența sporită între englezi și francezi a dus la exploatarea excesivă a populației de castor de către amerindieni nu primește sprijin necritic, majoritatea cred că amerindienii au fost actorii principali în epuizarea populațiilor de animale. Nu există multă dezbatere critică pe marginea altor factori, cum ar fi dinamica populației de castori, numărul de animale recoltate, natura drepturilor de proprietate, prețurile, rolul englezilor și francezilor în materie.
Efectul principal al creșterii concurenței franceze a fost că englezii au crescut prețurile pe care le plăteau amerindienilor pentru a recolta blană. Rezultatul a fost un stimulent mai mare pentru amerindieni de a extinde vânătoarea. Creșterea prețurilor a dus la un decalaj între cerere și ofertă și la un echilibru mai ridicat în ceea ce privește oferta. Datele de la posturile comerciale arată că oferta de castori de la amerindieni era elastică față de preț și, prin urmare, negustorii au răspuns cu recolte crescute pe măsură ce prețurile creșteau. Vânatul a fost extins și mai mult datorită faptului că niciun trib nu avea un monopol absolut și majoritatea concurau unul împotriva celuilalt pentru a obține maximum de beneficii din prezența englezilor și a francezilor.
În plus, problema resurselor comune este și ea vizibilă în această chestiune. Accesul deschis la resurse nu a dus la niciun stimulent pentru conservarea populației, iar actorii care au încercat să conserve au ieșit în pierdere în comparație cu ceilalți atunci când a venit vorba de maximizarea producției economice. Prin urmare, părea că triburile amerindiene nu sunt preocupate de sustenabilitatea comerțului cu blănuri. Problema exploatării excesive nu a fost ameliorată de faptul că eforturile francezilor de a înlătura intermediarii precum huronii, care erau din ce în ce mai deranjați de influența lor, au făcut ca populațiile să fie supuse și mai multor presiuni. Toți acești factori au contribuit la un model de comerț nesustenabil, care a epuizat populațiile de castor foarte rapid.
Un studiu empiric realizat de Ann M. Carlos și Frank D. Lewis arată că, în afară de stabilirea la un nivel mai scăzut de populație stabilă, scăderile ulterioare au fost cauzate de suprarecoltarea în două dintre cele trei puncte comerciale engleze (Albany și York). Datele de la cel de-al treilea punct de tranzacționare arată și ele că postul nu a fost supus presiunii franceze și, prin urmare, a fost protejat de tipul de exploatare excesivă a stocurilor care s-a manifestat la celelalte puncte de tranzacționare. La Fort Churchill, populațiile de castor s-au ajustat la nivelul de randament maxim susținut. Datele de la Churchill întăresc și mai mult argumentul că exploatarea excesivă  a populațiilor a fost cauzată de concurența franco-engleză.

## Efectele comerțului cu blănuri asupra popoarelor băștinașe

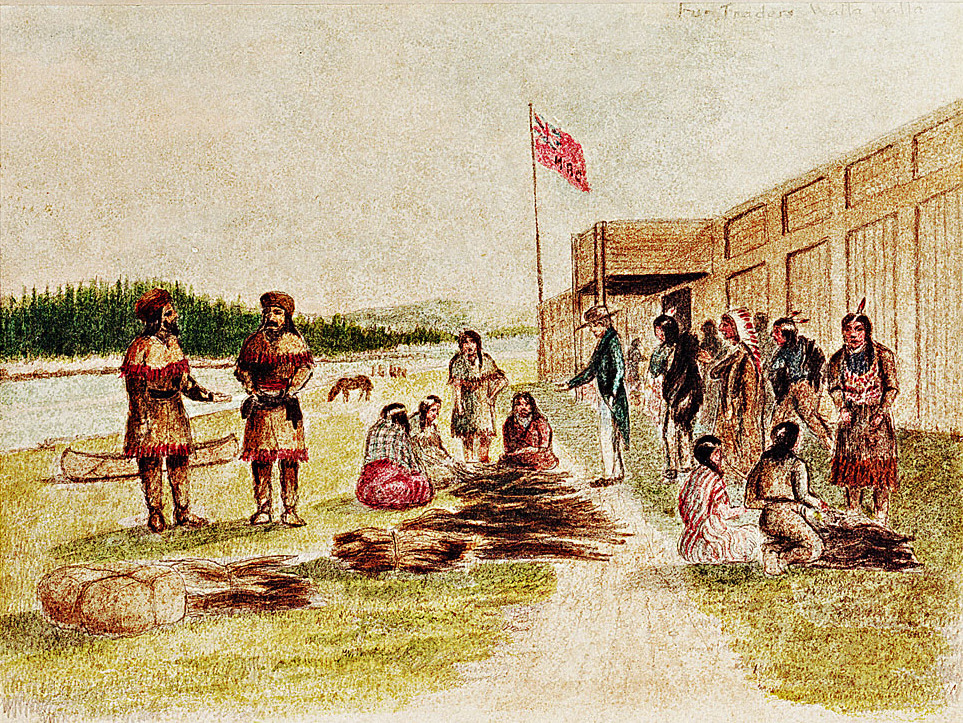
Comerț cu blănuri la Fort Nez Percés în 1841

### Schimbări ale stilului de viață
Printre credințele bășinașilor nord-americani din regiunea afectată se număra respectul pentru mediu. În mod tradițional, multe triburi din regiune credeau într-o relație spirituală între om și animalele pe care se baza el pentru hrană, îmbrăcăminte și leacuri, și multe triburi aveau protocoale tradiționale privind modul în care se desfășoară vânătoarea, în special interdicții împotriva uciderilor inutile ale căprioarelor. Existau tabuuri specifice împotriva luării pieii căprioarelor bolnave. Dar apariția comerțului profitabil cu piele de căprioară cu europenii i-a determinat pe unii vânători să abandoneze tradiția și să acționeze dincolo de reținerile pe care le impunea aceasta și în limitele cărora operaseră înainte. Economia vânătorii s-a prăbușit din cauza deficitului de căprioare, deoarece acestea au fost supravânate și și-au pierdut pământurile în favoarea coloniștilor albi. Pe măsură ce populațiile de căprioare au scăzut și guvernul a făcut presiuni asupra triburilor să treacă la modul de viață al coloniștilor europeni, creșterea animalelor a înlocuit vânătoarea de căprioare atât ca sursă de venit, cât și în regimul alimentar.
Romul a fost introdus pentru prima dată la începutul secolului al XVI-lea ca obiect comercial și a devenit rapid un bun inelastic. Băștinașii americani au acționat în cea mai mare parte conservator în tranzacțiile comerciale, dar au început să consume din ce în ce mai mult alcool. Negustorii foloseau romul pentru a forma parteneriate. Romul a avut un efect semnificativ asupra comportamentului social al amerindienilor. Sub influența romului, generația mai tânără a încetat să mai asculte de bătrânii tribului și s-a implicat în mai multe lupte cu alte triburi și cu coloniști albi. De asemenea, romul a perturbat timpul petrecut la muncă de bărbații din tânăra generație. Alcoolul a fost unul dintre bunurile furnizate pe credit și a dus la o capcană a datoriilor pentru mulți băștinași americani. Băștinașii americani nu știau să distileze alcoolul și, astfel, s-au văzut forțați îl obțină prin schimb comercial.
Amerindienii au devenit dependenți de bunuri produse industrial, cum ar fi armele și animalele domestice, și și-au pierdut o mare parte din practicile lor tradiționale. Odată cu noile turme de vite care umblau pe vechiurile terenuri de vânătoare și cu un accent mai mare pe agricultură, datorită inventării mașinii de egrenat bumbac, băștinașii americani au început să aibă dificultăți a-și menține locul în economie. Apăruse un decalaj de inegalitate în triburi, întrucât unii vânători aveau mai mult succes decât alții.

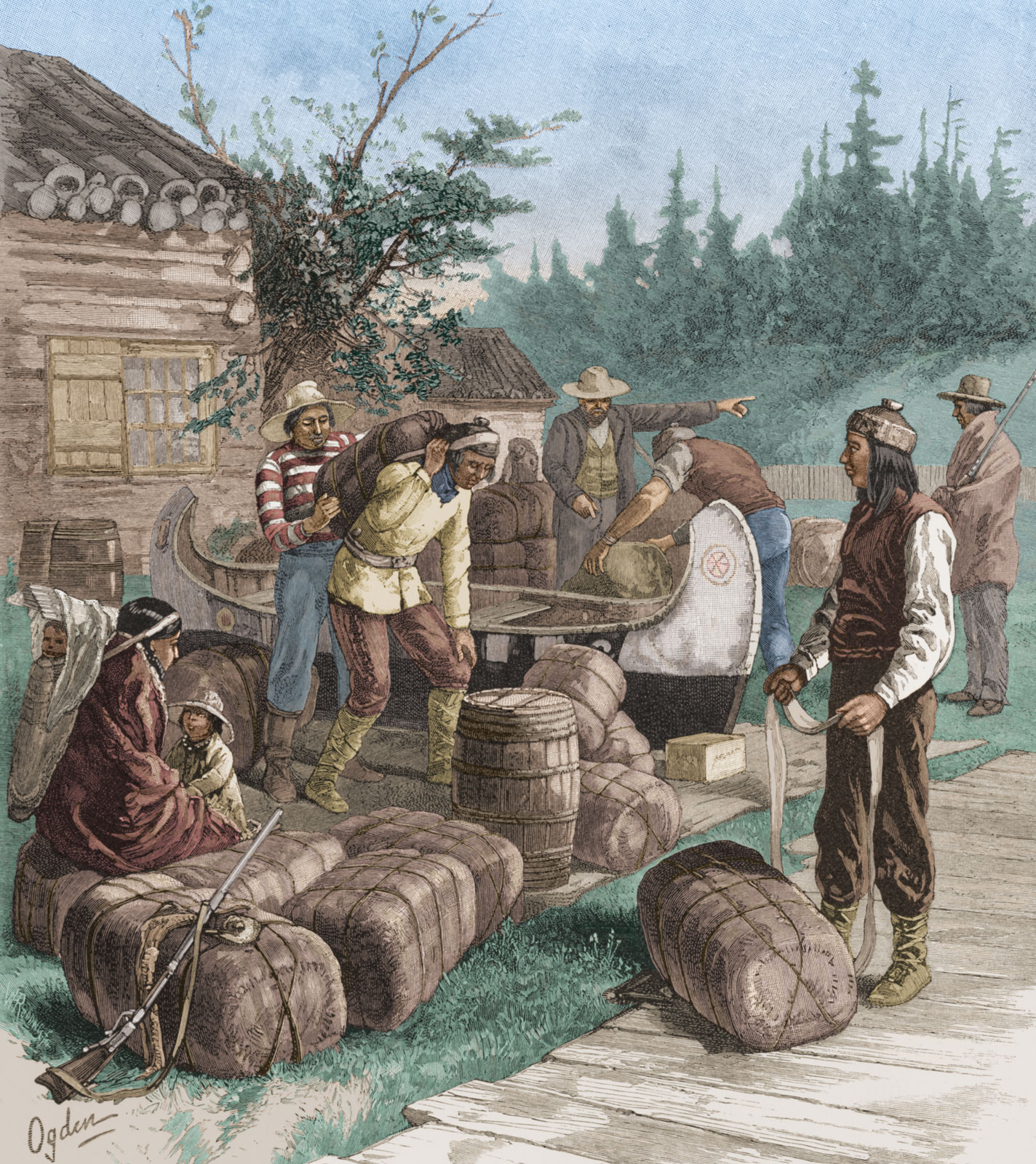
Negoț la un post comercial HBC

Totuși, creditorii tratau datoria individuală ca pe o datorie a întregului trib și foloseau mai multe strategii pentru a-i menține pe băștinașii americani înglodați în datorii. Negustorii manipulau în favoarea lor sistemul de cântărire care determina valoarea pieilor de căprioară, tăiau instrumentele de măsurare pentru a devaloriza pieile de căprioară și modificau bunurile produse industrial pentru a le scădea valoarea, cum ar fi diluarea alcoolului pe care îl vindeau. Pentru a satisface nevoia de piei de căprioară, mulți bărbați din triburi și-au abandonat rolurile sezoniere tradiționale și au devenit negustori activi permanent. Când comerțul cu piele de căprioară s-a prăbușit, băștinașii americani s-au trezit dependenți de mărfuri produse industrial și nu s-au mai putut întoarce la vechile moduri de viață din cauza cunoștințelor pierdute.

### Statutul femeii

#### Căsătoria ca strategie de tranzacționare
Era o practică obișnuită din partea femeilor indiene să ofere căsătoria și uneori doar sex pentru ca negustorii de blănuri să nu facă comerț cu rivalii lor. Radisson descrie vizitarea unui sat Ojibwe în primăvara anului 1660, unde în timpul ceremoniei de întâmpinare: „femeile se aruncă cu spatele pe pământ, gândindu-se să ne ofere semne de prietenie și bun venit”. Radisson a fost la început nedumerit de acest gest, dar pe măsură ce femeile au început să se angajeze într-un comportament sexual mai deschis, și-a dat seama ce i se oferă. Radisson a fost informat de bătrânii satului că ar putea întreține relații sexuale cu orice femeie necăsătorită din sat, cu condiția să nu facă comerț cu Dakota, care erau dușmanii Ojibwe la acea vreme.
Negustorul de blănuri Alexander Henry a descris și el, după vizita într-un sat Ojibwe din ceea ce este astăzi Manitoba, în 1775, „ușurința cu care femeile se abandonau canadienilor mei” într-o asemenea măsură încât a crezut că va provoca violențe, dacă bărbații Ojibwe devin geloși, ceea ce l-a determinat să ordone grupului să plece imediat, deși, probabil, femeile acționau de fapt cu aprobarea soților lor. Henry susține că a plecat imediat de teama violențelor din partea bărbaților Ojibwe geloși, dar părea mai probabil să se teamă că voyageurii săi franco-canadieni s-ar putea distra prea mult cu femeile Ojibwe din acest singur sat și că nu vor mai dori să călătorească mai spre vest.
Din punctul de vedere al tribului Ojibwe, dacă una dintre femeile lor se dăruia unui negustor de blănuri, aceasta crea obligația reciprocă pentru negustorul de blănuri de a da înapoi. Companiile de comerț cu blănuri își încurajau angajații să-și ia soții indiene, nu numai pentru a construi relații pe termen lung benefice pentru afaceri, ci și pentru că un angajat cu o soție urma să cumpere mai multe provizii de la angajator, banii pentru achiziții fiind de obicei deduși din salariul lui. White condamnă tendința multor istorici de a vedea aceste femei ca fiind pur și simplu obiecte „pasive” care au fost schimbate de către negustorii de blănuri și bătrânii triburilor indiene, scriind că aceste femei trebuia „să exercite influență și să fie comunicatoare active de informații” pentru a fi eficiente ca soția unui negustor de blănuri și că multe dintre femeile care se căsătoreau cu negustorii de blănuri „au îmbrățișat” aceste căsătorii pentru a atinge „scopuri utile pentru ele însele și pentru comunitățile în care trăiau”.
Practic, toate comunitățile indiene îi încurajau pe negustorii de blănuri să-și ia o soție indiană pentru a construi o relație pe termen lung care să asigure furnizarea continuă de bunuri europene către comunitățile lor și să descurajeze negustorii de blănuri să facă schimburi cu alte triburi indiene. Comerțul cu blănuri nu presupunea troc în modul în care presupun majoritatea oamenilor, ci era o relație de credit/debit în care, când un negustor de blănuri ajungea cu mărfuri într-o comunitate vara sau toamna, el le dădea aceste mărfuri indienilor, care îl plăteau înapoi primăvara în blănuri de la animalele pe care le vânaseră peste iarnă; între timp, schimburile ulterioare au implicat adesea atât bărbați, cât și femei indiene.
Negustorii de blănuri au descoperit că căsătoria cu fiicele șefilor de trip asigură cooperarea unei întregi comunități. S-au făcut și alianțe prin căsătorie între triburile indiene. În septembrie 1679, diplomatul și soldatul francez Daniel Greysolon, Sieur du Lhut, a convocat o conferință de pace la Fond du Lac (astăzi Duluth, Minnesota) cu toate „popoarele din nord”, la care au participat liderii Ojibwe, Dakota și Assiniboine, unde s-a convenit ca fiicele și fiii diferiților șefi să se căsătorească între ei pentru a promova pacea și a asigura circulația mărfurilor franceze în regiune.
Negustorul francez de blănuri Claude-Charles Le Roy scria că Dakota hotărâseră să facă pace cu inamicii lor tradiționali, Ojibwe, pentru a obține mărfuri franceze pe care Ojibwe le blocau. Conform lui Le Roy, Dakota „puteau obține mărfuri franceze numai prin intermediul tribului Sauteurs [Ojibwe]”, așa că au făcut „un tratat de pace prin care se obligau reciproc să-și dea fiicele în căsătorie de ambele părți”. Cununiile indienilor se oficiau de obicei printr-o ceremonie simplă care implica schimbul de daruri valoroase de la părinții mirilor și, spre deosebire de căsătoriile europene, puteau fi dezlegate în orice moment de către un partener care alegea să plece.
Indienii erau organizați în rețele de rudenie și de clan, iar căsătoria cu o femeie dintr-una dintre aceste rețele de rudenie transforma un negustor de blănuri într-un membru al acestor rețele, asigurându-se astfel că indienii aparținând oricărui clan cu care s-a căsătorit negustorul sunt mai probabil să facă negoț numai cu el. Mai mult, negustorii de blănuri au descoperit că indienii aveau mai multe șanse să împartă hrana, în special în lunile grele de iarnă, cu acei negustori de blănuri pe care îi considerau parte a comunităților lor.
Un negustor de blănuri care s-a căsătorit cu o fată Ojibwe de 18 ani descrie în jurnalul său „satisfacția secretă de a fi obligat să mă căsătoresc pentru siguranța mea”. Dezavantajul unor astfel de căsătorii era că un negustor de blănuri era de așteptat să favorizeze cu mărfurile europene pe care le aducea orice clan/rețea de rudenie în care se căsătorise, iar dacă nu onora această așteptare, își distrugea reputația. Ojibwe, ca și alte triburi, considerau că toată viața din această lume se bazează pe relații reciproce, cu „cadouri” de tutun lăsate în urmă după recoltarea plantelor pentru a mulțumi naturii pentru că le-a oferit plantele, și când era ucis un urs, avea loc o ceremonie prin care i se mulțumea ursului că le-a „dăruit” viața lui.
Un studiu asupra femeilor Ojibwe care se căsătoreau cu negustori francezi de blănuri a susținut că majoritatea mireselor erau femei „excepționale” cu „ambiții neobișnuite, influențate de vise și viziuni – precum femeile care deveneau vânători, negustori, vraci și războinici în relatarea lui Ruth Landes despre femeile Ojibwe”. Din aceste relații a apărut poporul metis a cărui cultură era o fuziune de elemente franceze și indiene.

#### Femeile indigene ca negustorese
Bărbații amerindieni puneau capcane și prindeau animalele cu blană, dar în mod normal femeile erau responsabile de blănurile pe care le adunau bărbații, ceea ce făcea din ele jucători importanți în comerțul cu blănuri. Amerindiencele recoltau în mod normal orezul și făceau zahărul din arțar, care erau părți atât de importante din regimul alimentar al negustorilor, și pentru care erau plătite de obicei cu alcool. Henry menționează că într-un sat Ojibwe, bărbații doreau doar alcool în schimbul blănurilor, în timp ce femeile cereau o mare varietate de produse europene în schimbul orezului.
Fabricarea de canoe era o activitate întreprinsă atât de bărbații, cât și de femeile amerindiene, iar relatările despre negustorii de blănuri menționau adesea trocul de bunuri cu femeile în schimbul canoelor. Un voyageur franco-canadian numit Michel Curot enumera în jurnalul său cum, în cursul unei expediții, a făcut schimb de mărfuri pentru blănuri cu bărbați Ojibwe de 19 ori, cu femei Ojibwe de 22 de ori și de alte 23 de ori în care nu a enumerat genul persoanelor cu care făcea comerț. Întrucât femeile aveau un rol foarte limitat în societatea Canadei franceze, White susține că este probabil ca majoritatea amerindienilor anonimi cu care Curot a făcut comerț să fie femei ale căror nume nu erau considerate suficient de importante pentru a fi notate.
Un exemplu de negustoreasă amerindiană cunoscută a fost Anishinaabekwe Elizabeth Bertrand Mitchell (Omagigiwikway). Împreună cu soțul ei, David Mitchell, Elizabeth a fost una dintre cei mai de succes negustori din jurul strâmtorii Mackinac la sfârșitul secolului al XVIII-lea și începutul secolului al XIX-lea.

#### Rolurile spirituale ale femeilor
Pentru indieni, visele erau privite ca mesaje din lumea spiritelor, care era văzută ca o lume mult mai puternică și mai importantă decât cea în care trăiau. Rolurile de gen nu erau fixate în comunitățile indiene și era posibil ca o femeie care avea vise că ea îndeplinește un rol masculin, să i se permită de comunitate, pe baza viselor ei, să ia parte la munci care erau în mod normal efectuate de bărbați, deoarece era evident că aceasta doresc spiritele. Femeile Ojibwe se angajau în anii adolescenței în „căutări vizuale” pentru a afla ce soartă doresc spiritele pentru ele.
Indienii care trăiau în jurul Marilor Lacuri credeau că atunci când o fată începe să aibă menstruație (considerată a fi ceva ce oferă femeilor o putere spirituală specială) că visele ei sunt mesaje de la spirite, iar mulți negustori de blănuri au menționat că femeile care erau considerate a fi favorizate în special de mesajele visurilor lor din lumea spiritelor, jucau roluri importante ca factori de decizie în comunitățile lor. Uneori, fetele Ojibwe consumau ciuperci halucinogene în timpul ceremoniilor pentru a primi mesaje suplimentare din lumea spiritelor. După ce stabileau o relație cu un anumit spirit la pubertate, femeile își continuau căutările de viziuni de-a lungul vieții, cu mai multe ceremonii și vise pentru a continua relația. Netnokwa, o matroană Ojibwe carismatică ce trăia în regiunea Râului Roșu, ale cărei vise erau considerate mesaje deosebit de puternice de la spirite, făcea comerț direct cu negustorii de blănuri. John Tanner, fiul ei adoptiv, consemna că ea primea „zece galoane de băuturi spirtoase” în fiecare an de la negustorii de blănuri, deoarece ei considerau înțelept să rămână în grațiile ei și, de fiecare dată când vizita Fort Mackinac, „era salutată de un tun din fort”. Deoarece sângele menstrual era văzut ca un semn al puterii spirituale a femeilor, era de înțeles că bărbații nu au voie să-l atingă niciodată.
În 1793, Oshahgushkodanaqua, o femeie Ojibwe din extremitatea vestică a Lacului Superior, s-a căsătorit cu John Johnston, un negustor britanic de blănuri originar din Sault Ste. Marie și care lucra pentru Compania de Nord-Vest. Mai târziu, la bătrânețe, i-a spus scriitoarei britanice Anna Brownell Jameson cum a ajuns să se căsătorească. Conform cărții lui Jameson din 1838, Winter Studies and Summer Rambles in Canada, Oshahgushkodanaqua i-a spus că, la 13 ani, s-a angajat în „căutarea viziunii” pentru a-și găsi spiritul păzitor postind singură într-o cabană pictată în negru pe un deal înalt. În timpul „căutării viziunii” a lui Oshahgushkodanaqua:
„„A visat în continuu un bărbat alb, care s-a apropiat de ea cu o cupă în mână, zicând «Biata! De ce te pedepsești? De ce postești? Poftim mâncare!» El era mereu însoțit de un câine, care o privea ca și cum o cunoștea. Ea a visat și că se află pe un deal înalt înconjurat de apă, și de pe care privea multe canoe pline de indenti care vin la ea să-și aducă omagiul; după aceasta, a simțit că era purtată în ceruri și, când privea spre pământ, i se părea că acesta arde și își spunea: «toate rudele mele vor arde!», dar o voce răspundea spunând: «nu, nu vor fi distruși, vor fi salvați!», și ea «știa că este un spirit», pentru că vocea nu era omenească. Ea a postit zece zile, timp în care bunica ei îi aducea din când în când apă. Când a fost mulțumită că a obținut un spirit păzitor în străinul alb care îi bântuia visele, s-a întors la coliba tatălui ei”.”
Aproximativ cinci ani mai târziu, Oshahgushkodanaqua l-a întâlnit pentru prima dată pe Johnston, care a cerut-o în căsătorie, dar tatăl ei i-a refuzat permisiunea, întrucât nu credea că el își dorește o relație pe termen lung. Când Johnston s-a întors în anul următor și a cerut din nou să se căsătorească cu Oshahgushkodanaqua, tatăl ei i-a dat permisiunea, dar a refuzat ea, spunând că nu-i plac implicațiile de a fi căsătorită până la moarte, dar în cele din urmă s-a căsătorit sub presiunea puternică din partea tatălui ei. Oshahgushkodanaqua a ajuns să se bucure de căsnicia ei când a hotărât că Johnston este străinul alb pe care l-a văzut în visele ei în timpul căutării ei de căutare a viziunilor. Cuplul a rămas căsătorit timp de 36 de ani, până la moartea lui Johnston, iar Oshahgushkodanaqua a jucat un rol important în cariera de afaceri a soțului ei. Jameson observă și că Oshahgushkodanaqua era considerată o femeie puternică în rândul tribului Ojibwe, scriind că „în tinerețea ei a vânat și a fost considerată cel mai sigur ochi și cel mai iute picior dintre femeile tribului ei”.

#### Popoarele athabaskane nordice

Distribuția geografică a limbilor athabaskane

Comerțul cu blănuri pare să fi slăbit statutul femeilor amerindiene din subarctica canadiană din ceea ce sunt astăzi Teritoriile de Nord-Vest, Yukon și părțile de nord ale Manitobăi, Saskatchewanului și Albertei. Terenul accidentat impunea un stil de viață nomad sau semi-nomad oamenilor care locuiau acolo. Dacă stăteau mult timp într-un singur loc, ei epuizau rapid rezervele de hrană. Amerindienii care trăiau în subarctica aveau doar câini mici, care nu puteau să transporte încărcături grele. Un negustor de blănuri i-a numit în 1867 pe câinii Gwich'in „creaturi mizerabile nu mai mici decât vulpile”, în timp ce un altul a remarcat că „câinii erau speriați, iar poverile erau susținute de spatele oamenilor". Absența râurilor navigabile făcea imposibil transportul fluvial, așa că totul trebuia purtat în spate de femei.
Exista credința în rândul popoarelor athabaskane de nord că armele puteau fi mânuite doar de bărbați și că, dacă o armă ar fi folosită de o femeie, și-ar pierde eficacitatea; întrucât relațiile dintre grupuri erau ostile, în timpul călătoriilor, bărbații erau întotdeauna înarmați, în timp ce femeile transportau toate bagajele. Toți bărbații amerindieni care trăiau în subarctica aveau o groază acută de sângele menstrual, pe care îl considerau ca o substanță necurată pe care niciun bărbat nu o putea atinge vreodată și era simbol al unei feminități amenințătoare.
Antropologul american Richard J. Perry sugerează că, sub impactul comerțului cu blănuri, anumite tendințe misogine care erau deja prezente de multă vreme în rândul popoarelor din nord-athabaskane s-au înrăutățit semnificativ. Din cauza terenului accidentat al subarcticii și rezervelor limitate de hrană, popoarele băștinașe care trăiau acolo practicaseră de mult pruncuciderea pentru a-și limita dimensiunile grupurilor, deoarece o populație prea mare ar fi murit de foame. Un negustor de blănuri din secolul al XIX-lea a remarcat că în Gwich'in, fetele nou-născute aveau mult mai multe șanse de a fi victime ale pruncuciderii decât băieții, din cauza statutului prost al femeilor, adăugând că pruncuciderea feminină era practicată într-o asemenea măsură încât în societatea lor erau prea puține femei.
Perry susține că diferența crucială dintre popoarele nord-athabaskane care trăiau în sub-arctica în comparație cu cele care trăiau mai la sud, cum ar fi Cree și Ojibwe, era existența căilor navigabile pe care le puteau traversa cu canoe. În secolul al XVIII-lea, bărbații Cree și Ojibwe călătoreau sute de mile până la posturile HBC din Golful Hudson cu canoe pentru a vinde blănuri și a aduce înapoi bunuri europene, iar între timp, femeile lor erau în mare parte responsabile de comunitățile lor. La York Factory în secolul al XVIII-lea, factorii au raportat că soseau flotile de până la 200 de canoe deodată purtând indieni care veneau să-și dea blănurile la schimb pentru bunurile HBC. În mod normal, călătoria la York Factory era efectuată de bărbații Cree și Ojibwe, în timp ce femeile lor rămâneau în urmă în satele lor. Până în 1774, Compania Golfului Hudson s-a mulțumit să își opereze posturile pe țărmurile Golfului Hudson și numai concurența din partea Companiei rivale a Nord-Vestului cu sediul la Montreal a forțat Compania Hudson's Bay să revendice Țara lui Rupert. În schimb, absența căilor navigabile care se varsă în Golful Hudson (cel mai mare râu din subarctica, râul Mackenzie, se varsă în Oceanul Arctic) obliga popoarele nord-athabaskane să călătorească pe jos cu femeile ca purtători de bagaje. În acest fel, comerțul cu blănuri a împuternicit femeile Cree și Ojibwe, reducând în același timp statutul femeilor nord-athabaskane la o existență asemănătoare sclavilor.

### Chipewyanii
Chipewyanii au început să facă comerț cu blănuri în schimbul uneltelor și instrumentelor metalice cu Compania Golfului Hudson în 1717, ceea ce a provocat o schimbare drastică în stilul lor de viață, transformându-i dintr-un popor care se angajează în activități zilnice de subzistență la un popor care se angajează în comerț de anvergură, chipewyanii devenind intermediari între Compania Golfului Hudson și ceilalți indieni care trăiau mai în interior. Chipewyanii și-au păzit dreptul de a face comerț cu Compania Golfului Hudson cu o gelozie considerabilă și au împiedicat popoarele care trăiau mai în interior, cum ar fi Tłı̨chǫ și Yellowknives, să le traverseze teritoriul pentru a face comerț direct cu Compania Golfului Hudson pe toată durata secolului al XVIII-lea. 
Pentru chipewyani, care încă erau în epoca de piatră, uneltele metalice erau foarte apreciate, deoarece era nevoie de multe ore pentru a încălzi o oală de piatră, dar doar câteva minute pentru a încălzi o oală de metal, în timp ce un animal putea fi jupuit mult mai eficient și mai rapid cu un cuțit de metal decât cu un cuțit de piatră. Pentru multe grupuri de chipewyani, implicarea în comerțul cu blănuri le-a erodat autosuficiența, deoarece au ucis animale pentru comerțul cu blănuri, în loc de a le vâna pentru hrană, ceea ce i-a forțat să depindă de alte grupuri pentru hrană, ducând astfel la un ciclu în care multe grupuri chipewyane au ajuns să depindă de comerțul cu blănuri pentru mărfuri europene, pe care le vindeau apoi pentru hrană și care îi determinau apoi să facă călătorii foarte lungi prin subarctica până în Golful Hudson și înapoi. Pentru a face aceste călătorii, chipewyanii umblau pe un teren arid care era atât de lipsit de viață încât foametea era o amenințare reală, timp în care femeile trebuiau să transporte toate proviziile. Samuel Hearne de la Compania Golfului Hudson, care a fost trimis în interior în 1768 pentru a stabili contactul cu „indienii îndepărtați”, așa cum îi numea compania, scrie despre chipewyani:
„"Vânătorile lor anuale, în căutare de blănuri, sunt atât de îndepărtate de așezările europene, că îi fac să fie cei mai mari călători din lumea cunoscută; și cum nu au nici cal nici barcă, fiecare bun vânător are nevoie de mai mulți oameni să-l ajute cărându-i blănurile până la Fortul companiei, și să care înapoi bunurile europene pe care le primesc în schimbul lor. Nimeni din această țară nu e mai potrivit pentru această muncă ca femeile, pentru că sunt obișnuite să care încărcături grele din copilărie și să facă toate muncile”.”
Principala călăuză a lui Hearne, Matonabbee, i-a spus că femeile trebuie să poarte totul cu ele în călătoriile lor lungi prin subarctica, deoarece „... când toți bărbații sunt încărcați, nu pot nici să vâneze, nici să parcurgă o distanță considerabilă”. Perry a avertizat, atunci când Hearne călătorește prin subarctica în 1768–1772, că chipewyanii fac comerț direct cu Compania Golfului Hudson din 1717 și indirect prin Cree cel puțin în ultimii 90 de ani, astfel încât stilurile de viață pe care le-a observat printre chipewyani fuseseră deja alterate de comerțul cu blănuri și nu poate fi considerat un stil de viață precontact. Dar Perry a susținut că natura anevoioasă a acestor călătorii prin subarctica, împreună cu greutatea de a purta totul, sugerează că femeile chipewyane nu se supuneau în mod voluntar acestui regim, ceea ce sugera că, chiar și în perioada precontact, femeile chipewyane au avut un statut scăzut.

### Gwich'in
Când negustorii de blănuri au intrat prima oară în contact cu Gwich'in în 1810, când au fondat Fort Good Hope pe râul Mackenzie, relatările descriu o societate mai mult sau mai puțin egalitară, dar impactul comerțului cu blănuri a redus statutul femeilor Gwich'in. Relatările negustorilor de blănuri din anii 1860 descriu femeile Gwich'in ca fiind, în esență, sclave, care transportă bagajele în călătoriile lor lungi prin subarctica. Un negustor de blănuri a scris despre femeile Gwich'in că sunt „puțin mai bune decât sclavele”, în timp ce un alt negustor de blănuri a scris despre „tratamentul brutal” pe care femeile Gwich'in îl suferă de la bărbații lor. Căpeteniile de grupuri Gwich'in care s-au îmbogățit după standardele amerindiene prin angajarea în comerțul cu blănuri au avut tendința de a avea mai multe soții și, într-adevăr, aveau tendința de a monopoliza femeile din cadrul grupului. Aceasta a provocat tensiuni sociale serioase, deoarece tinerilor Gwich'in le era imposibil să își găsească o parteneră, deoarece liderii lor luaser a toate femeile pentru ei înșiși.
În mod semnificativ, înființarea de posturi comerciale de blănuri în interior de către Compania Golfului Hudson la sfârșitul secolului al XIX-lea a condus la o îmbunătățire a statutului femeilor Gwich'in, deoarece oricine putea obține bunuri europene prin comerțul la postul local HBC, punând capăt capacității Gwich'inilor de a monopoliza distribuirea mărfurilor europene, în timp ce introducerea câinilor capabili să transporte sănii a însemnat că femeile lor nu mai erau obligate să care totul în lungile călătorii.

### Ojibwe
Istoricul american Bruce White descrie modul în care Ojibwe și celelalte popoare amerindiene căutau să „folosească relațiile sexuale ca mijloc de a stabili relații pe termen lung între ei și oamenii dintr-o altă societate [drept] o strategie rațională, una care a fost descrisă în multe părți ale lumii”. Un negustor de blănuri care s-a căsătorit cu o femeie Ojibwe descrie modul în care Ojibwe evitau la început pe negustorii de blănuri până când vedeau că el își arată onestitatea și se dovedește a fi om cinstit, după care „șefii își duceau împreună fetele de măritat la prăvălia lui și el avea de ales”. Dacă negustorul de blănuri se căsătorea, ojibwe făceau comerț cu el pe măsură ce devenea parte a comunității, iar dacă el refuza să se căsătorească, atunci ojibwe nu mai făceau comerț cu el, deoarece ojibwe făceau comerț doar cu bărbați care „luau una dintre femeile lor de soție”.
White susține că istoriografia tradițională a „aventurii imperiale”, în care comerțul cu blănuri era opera câtorva albi curajoși care s-au aventurat în sălbăticie, era defectuoasă, deoarece ignoră contribuțiile indienilor. Antropologul american Ruth Landes descrie în cartea sa din 1937 Ojibwe Women societatea Ojibwe din anii 1930 ca fiind bazată pe „supremația masculină”, și presupune că așa a fost întotdeauna societatea Ojibwe, concluzie care a fost urmată pe scară largă. Landes consemnează că femeile pe care le-a intervievat i-au spus povești despre femei Ojibwe din secolele trecute, care, inspirate de viziunile lor din vis, au jucat roluri proeminente de războinic, vânător, vraci, negustor și lider. În 1978, antropologul american Eleanor Leacock, scriind dintr-o perspectivă marxistă, în articolul său „Statutul femeii în societatea egalitară”, o contestă pe Landes, argumentând că societatea Ojibwe a fost de fapt una egalitaristă, dar comerțul cu blănuri a schimbat dinamica societății Ojibwe de la o economie simplă pe bază de troc la una în care bărbații puteau deveni puternici având acces la bunuri europene, iar aceasta a dus la marginalizarea femeilor Ojibwe.
Mai recent, antropologul american Carol Devens, în cartea sa din 1992 Countering Colonization: Native American Women and the Great Lakes Missions 1630–1900, îi calcă pe urme lui Leacock argumentând că expunerea la valorile patriarhale ale Franței Vechiului Regim împreună cu capacitatea de a colecta „bunuri excedentare” făcută posibilă de comerțul cu blănuri a transformat societatea egalitară Ojibwe într-o societate inegală în care femeile nu contau pentru mult. White scrie că o examinare a surselor contemporane sugerează că comerțul cu blănuri a dat putere și a întărit, de fapt, rolul femeilor Ojibwe, care au jucat un rol foarte important în comerțul cu blănuri, iar declinul comerțului cu blănuri a dus la declinul statutului femeilor Ojibwe.

### Metișii

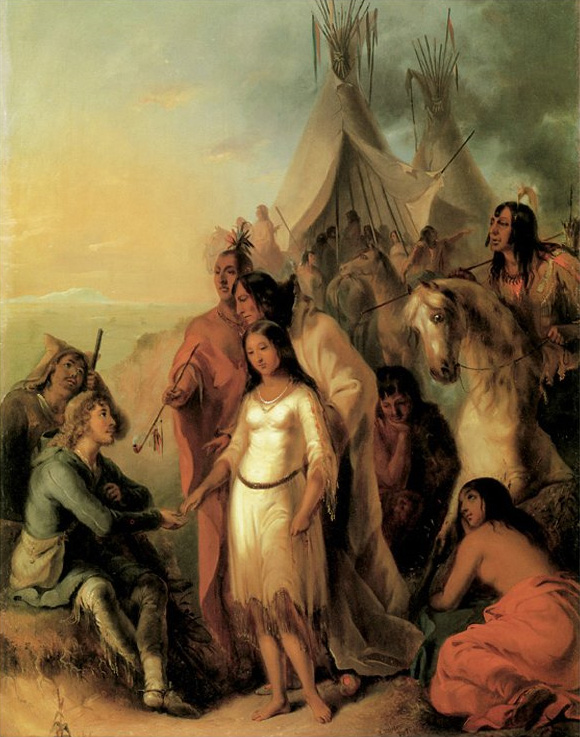
Mireasa vânătorului de Alfred Jacob Miller, 1837

Pe măsură ce bărbații din vechiul comerț cu blănuri din nord-est făceau drumul spre vest la începutul secolului al XIX-lea, ei căutau să recreeze sistemul economic de care profitaseră în nord-est. Unii bărbați mergeau singuri, dar alții se bazau pe companii precum Compania Golfului Hudson și Missouri Fur Company. Căsătoria și concubinajul cu femeile native au jucat un rol important în comerțul cu blănuri din vest. Comercianții albi care s-au mutat spre vest trebuia să se insereze în rețelele de rudenie ale triburilor și adesea făceau acest lucru căsătorindu-se cu o femeie indiană de rang mare. Această practică era numită căsătorie „de stat” și permitea negustorului să formeze o rețea cu membrii bărbați adulți ai grupului femeii, care erau aliați necesari pentru comerț. Copiii rezultați din aceste legăuri, care erau cunoscuți sub numele de Métis, erau parte integrantă a sistemului comerțului cu blănuri.
Eticheta de Métis îi definea pe acești copii ca fiind un popor marginal cu o identitate fluidă. La începutul comerțului cu blănuri, metișii nu erau definiți prin categoria lor rasială, ci mai degrabă prin modul de viață pe care îl aleseseră. Acești copii erau în general descendenții bărbaților albi și ai mamelor băștinașe și erau adesea crescuți pentru a urma stilul de viață al mamei. Tatăl putea influența procesul de inculturare și putea împiedica copilul să fie clasificat drept metis în primii ani ai negoțului cu blănuri din vest. Familiile cuprindeau adesea și femei băștinașe strămutate care locuiau lângă forturi și formau rețele între ele. Aceste rețele au ajutat la crearea unor relații de rudenie între triburi, care au fost în folosul negustorilor. Catolicii au făcut tot posibilul să valideze aceste uniuni prin căsătorie, dar misionarii și preoții au avut deseori dificultăți în a categorisi femeile, mai ales când își stabileau identitatea tribală.
Metișii s-au numărat printre primele grupuri de negustori de blănuri care proveneau din nord-est. Acești bărbați aveau în mare parte o identitate de rasă mixtă, în mare parte irochezi, precum și alte triburi din țara Ohio. În locul unei unice identități tribale, mulți dintre acești metiși aveau mai multe origini indiene. Lewis și Clark, care au deschis piața comerțului cu blănuri în bazinul superior al râului Missouri, au adus cu ei mulți metiși pentru a servi ca angajați. Aceiași metiși ar fi fost implicați în comerțul cu blănuri din vestul timpuriu. Mulți dintre ei s-au stabilit pe râul Missouri și s-au căsătorit în triburile de acolo înainte de a-și înființa rețelele comerciale. Prima generație de metiși născuți în Vest a crescut din vechiul comerț cu blănuri și a oferit o punte către noul imperiu de acolo. Acești metiși posedau atât competențe indigene, cât și europene, vorbeau mai multe limbi și aveau rețelele importante de rudenie necesare comerțului. În plus, mulți vorbeau dialectul Michif Métis. În efortul de a se diferenția de băștinași, mulți metiși se asociau puternic cu credințele romano-catolice și evitau să participe la ceremoniile băștinașilor.
Până în anii 1820, comerțul cu blănuri s-a extins în Munții Stâncoși, unde interesele americane și britanice încep să concureze pentru controlul comerțului profitabil. Metișii au jucat un rol cheie în această competiție. Primii metiși s-au adunat în jurul posturilor comerciale unde erau angajați ca ambalatori, muncitori sau barcagii. Prin eforturile lor au contribuit la crearea unei noi ordini centrate pe posturile comerciale. Alți metiși au călătorit cu grupurile de vânători într-un aranjament de afaceri liber în care autoritatea avea un rol redus și independența era încurajată. În anii 1830, canadienii și americanii se aventurau în Vest pentru a-și asigura noi provizii de blănuri. Companii precum NWC și HBC ofereau oportunități de angajare pentru metiși. Până la sfârșitul secolului al XIX-lea, multe companii i-au considerat pe metiși ca fiind indieni în identitatea lor. Drept urmare, mulți metiși au părăsit companiile pentru a continua munca independentă.
După 1815, cererea de haine de bizon a început să crească treptat, deși castorul a rămas în continuare principalul articol comercial. Anii 1840 au văzut o creștere a comerțului cu bizoni pe măsură ce comerțul cu castori a început să scadă. Mulți metiși s-au adaptat acestei noi oportunități economice. Această schimbare a articolului comercial a făcut ca metișii să opereze mai greu în cadrul unor companii precum HBC, dar aceasta i-a făcut să primească aliați ai americanilor care doreau să-i împingă pe britanici la granița americano-canadiană. Deși inițial metișii operau de ambele părți ale graniței, în anii 1850 au fost obligați să își aleagă o identitate și să se stabilească fie la nord, fie la sud de graniță. Perioada anilor 1850 a fost așadar una de migrație pentru metiși, mulți dintre aceștia plecând în bejanie și stabilind noi comunități sau așezându-se în comunitățile canadiene, americane sau indiene existente.
Un grup de metiși care se identificau cu chippewa s-au mutat în Pembina în 1819 și apoi în zona Râului Roșu în 1820, care era situat lângă St. François Xavier în Manitoba. În această regiune, ei aveau să înființeze câteva importante comunități de comerț cu blănuri. Aceste comunități aveau legături între ele prin NWC. Această relație datează din anii 1804 și 1821, când metișii serviseră drept voyageuri de rang mic, călăuze, translatori și contre-maitres sau șefi de echipă. Din aceste comunități s-au tras vânătorii metiși de bizoni care au operat în comerțul cu haine.

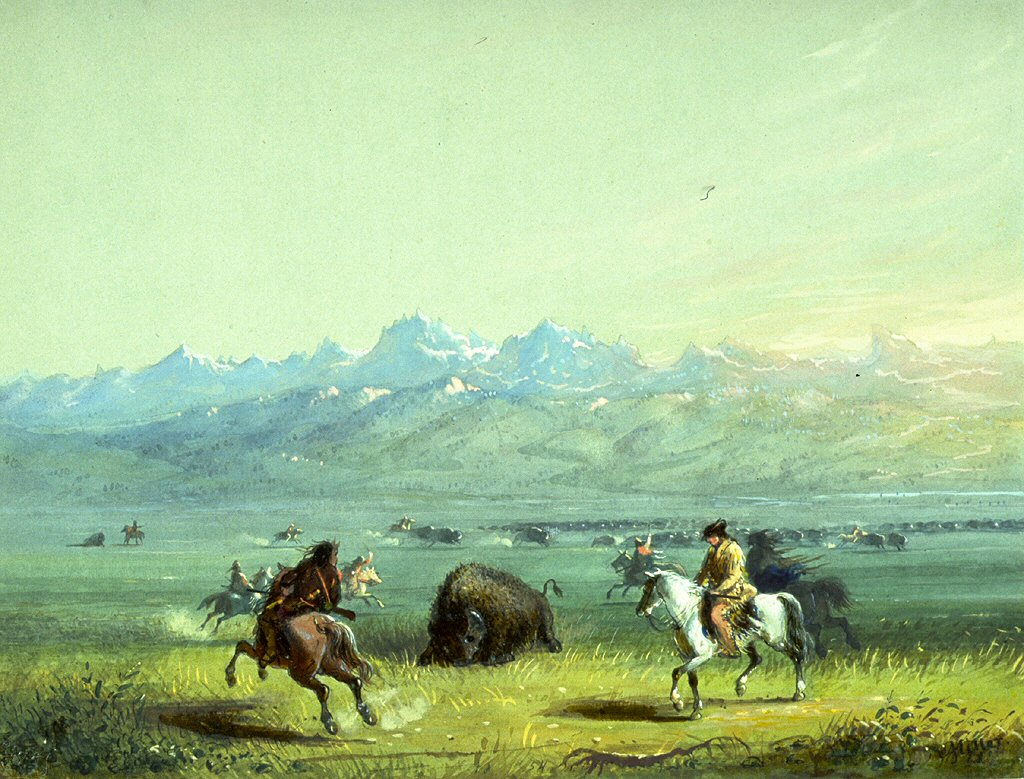
Vânătoare de bizoni, de Alfred Jacob Miller

Metișii au format un întreg sistem economic în jurul comerțului cu bizoni. Familii întregi de metiși au fost implicate în producția de haine, care era forța motrice a vânătorii de iarnă. Pe lângă aceasta, ei vindeau pemmican în târguri. Spre deosebire de indieni, metișii erau dependenți de sistemul comerțului cu blănuri și funcționării pieței. Prețurile internaționale ale hainelor de bizoni au influențat direct bunăstarea comunităților metise. În schimb, indienii locali aveau o bază de resurse mai diversă și erau mai puțin dependenți de americani și europeni la acea dată.
În anii 1850, comerțul cu blănuri s-a extins în Marile Câmpii, iar comerțul cu haine de bizon a intrat în declin. Metișii au jucat un rol în depopularea cu bizoni. La fel ca indienii, metișii preferau vitele, ceea ce însemna că bizonii aveau dificultăți în întreținerea turmelor. În plus, inundațiile, seceta, înghețul timpuriu și impactul asupra mediului al așezărilor au reprezentat și mai multe amenințări la adresa efectivelor. Negustorii și vânătorii depindeau de bizoni pentru a-și susține modul de viață. Metișii au încercat să-și mențină stilul de viață printr-o varietate de mijloace. De exemplu, ei foloseau adesea căruțe cu două roți fabricate din materiale locale, ceea ce însemna că erau mai mobile decât indienii și, prin urmare, nu depindeau de schimbările sezoniere în zonele de vânătoare.
Anii 1870 au însemnat sfârșitul prezenței bizonului în zona Râului Roșu. Comunitățile metise precum cele de la Red River sau Turtle Mountain au fost obligate să se mute în Canada și Montana. O zonă de relocare a fost Judith Basin din Montana, care la începutul anilor 1880 încă mai avea o populație de bizoni. Până la sfârșitul deceniului, bizonii au dispărut și de acolo, iar vânătorii metiși s-au relocat înapoi pe pământurile tribale. Ei doreau să ia parte la negocierile pentru tratate din anii 1880, dar aveau un statut discutabil în raport cu unele triburi precum chippewa.
Mulți metiși foști vânători de bizoni au încercat să obțină terenuri în timpul negocierilor tratatului din 1879–1880. În acea perioadă, ei au fost reduși la statutul de intruși pe pământul indian și subzistau prin adunarea de oase de bizon pentru 15-20 dolari pe tonă pentru a cumpăra provizii pentru iarnă. Sistemul rezervațiilor nu a asigurat că metișii erau protejați și acceptați ca indieni. Pentru a complica și mai mult lucrurile, metișii aveau un statut discutabil ca cetățeni și erau adesea considerați incompetenți la a da mărturie în instanță, și li se refuza dreptul de vot. Sfârșitul comerțului cu haine de bizon a însemnat sfârșitul comerțului cu blănuri pentru mulți metiși. Ei a trebuit să-și redefinească identitatea și să se adapteze la o nouă lume economică.

## Coloniile engleze
Până la sfârșitul secolului al XVIII-lea, cele patru mari avanposturi britanice de comerț cu blănuri erau Fort Niagara în New Yorkul modern, Fort Detroit și Fort Michilimakinac în Michiganul modern și Grand Portage în Minnesota modernă, toate în regiunea Marilor Lacuri. Revoluția Americană și trasarea granițelor în urma ei i-a obligat pe britanici să-și relocheze centrele comerciale spre nord. Statele Unite recent formate și-au început propriile tentative de a valorifica comerțul cu blănuri, cu oarecare succes la început. În anii 1830, comerțul cu blănuri intrat într-un declin abrupt, iar blănurile nu au mai ajuns niciodată afacerea profitabilă ce fuseseră ele cândva.

## Coasta Pacificului
Pe coasta Pacificului, comerțul cu blănuri a urmărit în principal foca și vidra de mare. În zonele nordice, acest comerț a fost pus la punct mai întâi de către Compania Ruso-Americană, cu participarea ulterioară a vânătorilor/negustorilor spanioli/mexicani, britanici și americani. Cei care nu erau ruși și-au extins zonele de vânătoare de blănuri la sud până în Peninsula Baja California.

## Sud-estul Statelor Unite

### Context
Începând cu mijlocul secolului al XVI-lea, europenii făceau comerț cu arme și bunuri de uz casnic în schimbul blănurilor cu băștinașii americani din sud-estul Americii. Comerțul a încercat inițial să imite comerțul cu blănuri din nord, cu cantități mari de pisică sălbatică, urs, castor și alte animale cu blană. Comerțul de animale cu blană a scăzut la începutul secolului al XVIII-lea, fiind redus de popularitatea tot mai mare a comerțului cu piei de căprioară. Comerțul cu piele de căprioară a continuat să domine relațiile dintre băștinașii americani din sud-est și coloniștii europeni de acolo. Pielea de căprioară era o marfă foarte apreciată din cauza penuriei de căprioare din Europa, și industria britanică a pielăriei avea nevoie de piei de căprioară pentru a produce bunuri.

### După contactul cu europenii, în secolele al XVI-lea și al XVII-lea
Grupurile spaniole de explorare din secolul al XVI-lea au avut întâlniri violente cu căpeteniile puternice, ceea ce a dus la descentralizarea popoarelor indigene din sud-est. A trecut aproape un secol între primele explorări spaniole și următorul val de imigrație europeană, ceea ce a permis supraviețuitorilor bolilor europene să se organizeze în noi triburi.
Majoritatea comerțului spaniol se limita la cel cu indienii de pe coastă, până la expedițiile spre interior de la începutul secolului al XVII-lea. Până în 1639, s-a dezvoltat un comerț substanțial între spaniolii din Florida și băștinașii americani pentru piei de căprioară, mai multe triburi interioare fiind încorporate în sistem până în 1647. Multe triburi din sud-est au început să trimită delegații de negoț pentru a se întâlni cu spaniolii din Florida sau au folosit alte triburi ca intermediari pentru a obține produse industriale. Oamenii din provincia Apalachicola ofereau piei de căprioară, și primeau în schimb argint, arme sau cai.
Pe măsură ce coloniștii europeni au colonizat treptat Sud-Estul, comerțul cu piele de căprioară a cunoscut o explozie care a persistat până în secolul al XVIII-lea. Mulți dintre coloniștii albi care s-au stabilit în Carolina la sfârșitul secolului al XVII-lea veneau din Virginia, unde comerțul cu mărfuri europene în schimbul blănurilor de castor se practica deja. Turmele de căprioare cu coadă albă care colindau la sud de Virginia erau o resursă mai profitabilă. Francezii și englezii își disputau controlul asupra sudului Appalachiei și a Văii Mississippi și aveau nevoie de alianțe cu indienii de acolo pentru a-și menține dominația. Coloniștii europeni s-au folosit de comerțul cu piei de căprioară la schimb cu produse industriale pentru a-și asigura relațiile comerciale și, prin urmare, puterea.

### Războiul Yamasee
Yamasee sunt popoare indigene din Pădurile de Sud-Est care trăiseră istoric în regiunea actuală a Carolinei de Sud. La începutul secolului al XVIII-lea, tensiunile dintre Yamasee și coloniștii albi din Carolina de Sud colonială, mulți dintre ei negustori cu blănuri, au escaladat într-un conflict deschis în 1715. Conflictul aproape a distrus prezența colonială europeană în Sud-Estul american, ucigând 7% din populația de coloniști din Carolina de Sud.
Yamasee acumulaseră datorii considerabile în primul deceniu al secolului al XVIII-lea din cauza obiceiului de a cumpăra bunuri industriale pe credit de la negustorii europeni, mulți Yamasee neputând să producă suficiente piei de căprioară pentru a plăti datoria mai târziu în cursul anului. Popoarele autohtone care nu puteau să-și plătească datoria erau adesea înrobite de coloniști pentru plata datoriei. Practica aservirii s-a extins și asupra soțiilor și copiilor yamaseilor datornici. Acest proces producea frustrare în rândul yamaseilor și altor triburi, care au depus plângeri împotriva schemei înșelătoare de creditare pe care o puseseră la punct negustorii europeni, fără niciun rezultat. Coloniștii europeni au promovat și competiția între triburi și au vândut arme de foc atât către Creek, cât și către Cherokee. Această competiție își avea originea în cererea de sclavi din Sud-Est – triburile se atacau reciproc și vindeau prizonierii de război capturați ca sclavi coloniștilor europeni.
Începând cu 14 aprilie 1715, indienii Yamasee a lansat numeroase raiduri împotriva așezărilor albilor din Carolina de Sud, ucigând negustori și împingând coloniștii înapoi de la frontieră până la Charles Town. În conflict, Yamasee au reușit să obțină ajutorul indielilor Catawba, Creek, Cherokee, Waxhaw și Santee, stabilind o alianță pan-tribală. În cele din urmă, totuși, coloniștii sud-carolinezi au reușit să-i învingă pe Yamasee după ce Catawba și Cherokee au trecut de partea lor, cimentând parteneriatele comerciale preexistente.
Francezii au încercat să pună capăt raidurilor de sclavi în regiunile aflate sub controlul lor, deoarece aliații lor indigeni, Choctaw, Chickasaw și Yazoo, suportau greul acestor raiduri. Armele de foc erau articole comerciale esențiale pentru băștinașii americani care aveau nevoie de ele pentru a se proteja de raidurile după sclavi; motivație care a mărit și intensitatea comerțului cu piele de căprioară. Cererea de sclavi indigeni a scăzut pe măsură ce a început și a crescut importul de africani înrobiți, iar comerțul a revenit la pieile de căprioară. Un alt factor care a dus la scăderea cererii de sclavi indigeni a fost războiul Yamasee, deoarece coloniștii albi s-au convins de necesitatea de a evita conflicte similare.
După încheierea conflictului, popoarele indigene care locuiau în regiune au revenit la alianțe cu puterile europene, folosind cunoștințele politice pentru a obține cele mai bune oferte, exploatând rivalitățile dintre națiuni. Indienii Creek erau deosebit de abili ca manipulatori – au început să facă comerț cu Carolina de Sud în ultimii ani ai secolului al XVII-lea și au devenit un furnizor de încredere de piele de căprioară. Creek erau deja un trib prosper deoarece controlau cele mai valoroase terenuri de vânătoare, mai ales în comparație cu mai săracul trib Cherokee. Datorită alianței cu britanicii în timpul războiului Yamasee, Cherokee nu au avut parteneri comerciali indigeni și nu își puteau permite să se desprindă de Marea Britanie pentru a negocia cu Franța sau Spania.

### Valea râului Mississippi

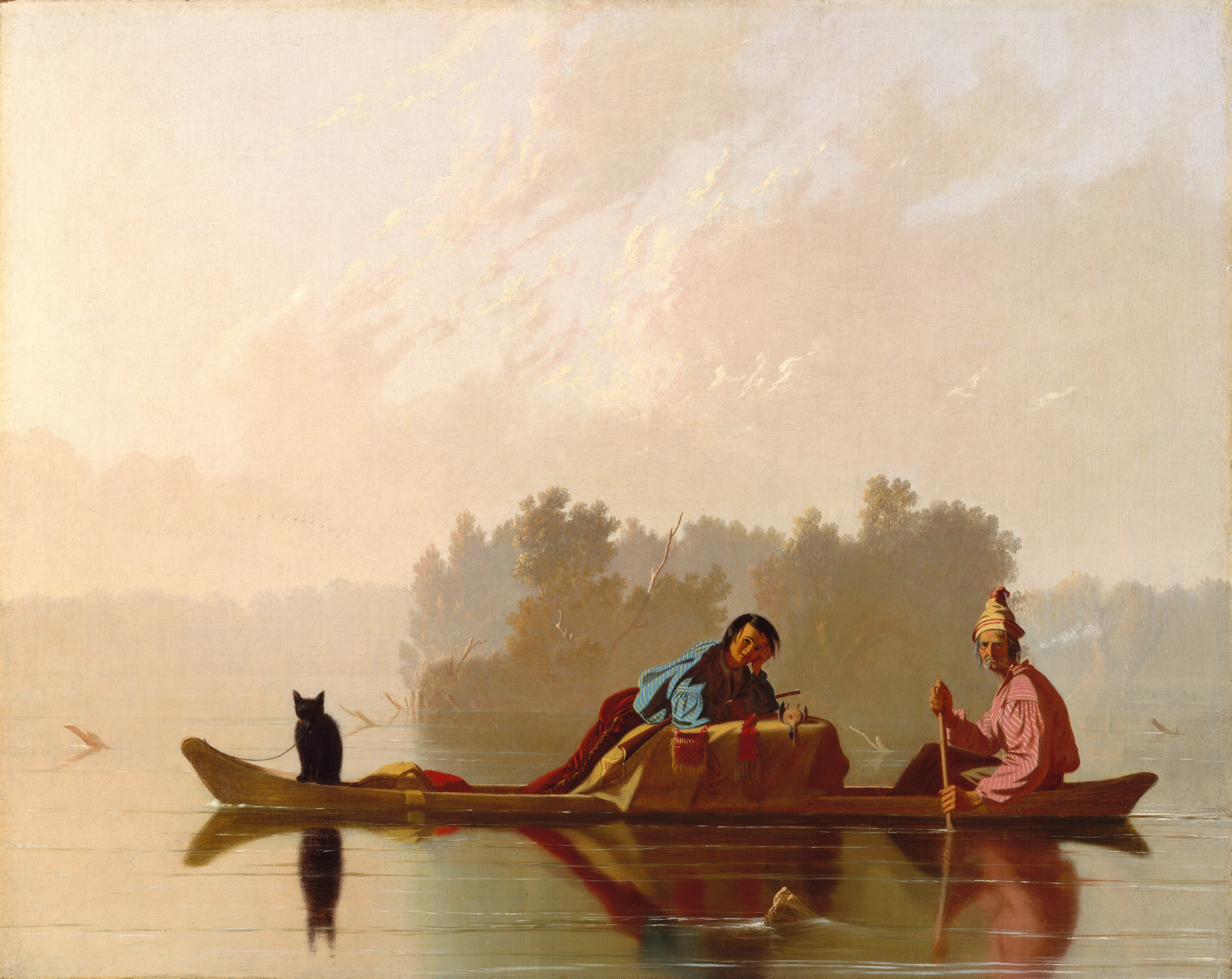
Negustori de blănuri coborând pe Missouri, George Caleb Bingham, c. 1845

De la bazele lor din zona Marilor Lacuri, francezii și-au împins constant drumul în jos pe valea fluviului Mississippi până în Golful Mexic începând cu 1682. Inițial, relațiile francezilor cu indienii Natchez au fost prietenoase, iar în 1716 francezii au înființat Fort Rosalie (astăzi Natchez, Mississippi) pe teritoriul natchezilor. În 1729, în urma mai multor cazuri în care francezii au comis fraudă cu terenuri, natchezii au incendiat Fort Rosalie și au omorât aproximativ 200 de coloniști francezi. Ca răspuns, francezii au purtat, împreună cu aliații lor, Choctaw, o campanie aproape genocidară împotriva natchezilor, în care francezii și amerindienii Choctaw și-au propus să-i elimine pe natchezi ca popor, francezii ardând adesea de vii pe toți natchezii capturați. În urma victoriei francezilor asupra natchezilor în 1731, care a dus la distrugerea poporului natchez, francezii au putut începe comerțul cu blănuri pe râul Arkansas și au extins foarte mult Postul Arkansas pentru a profita de comerțul cu blănuri.

### Mijlocul secolului al XVIII-lea
Comerțul cu piele de căprioară a atins apogeul profitabilității la mijlocul secolului al XVIII-lea. Creek au devenit cel mai mare furnizor de piele de căprioară, iar creșterea ofertei nu a făcut decât să intensifice și cererea europeană de piele de căprioară. Băștinașii americani au continuat să negocieze cele mai profitabile acorduri comerciale, obligând Marea Britanie, Franța și Spania să concureze pentru obținerea pieilor de căprioară. În anii 1750 și 1760, Războiul de Șapte Ani a perturbat capacitatea Franței de a furniza bunuri industriale aliaților săi, Choctaw și Chickasaw. Războiul Francez și Indian a perturbat și mai mult comerțul, deoarece britanicii au blocat mărfurile franceze. Băștinașii Cherokee s-au aliat cu Franța, putere europeană care a fost însă alungată din Sud-Est în urma Tratatului de la Paris din 1763. Britanicii au devenit puterea comercială dominantă în Sud-Est.
Atât Cherokee, cât și Creek erau principalii parteneri comerciali ai britanicilor, dar relațiile lor cu britanicii erau diferite. Creek s-au adaptat la noul sistem economic de comerț și au reușit să-și păstreze vechile structuri sociale. La început, pământul Cherokee a fost împărțit în cinci districte, dar numărul acestora a crescut în curând la treisprezece, cu 200 de vânători alocați pe fiecare district din cauza cererii de piele de căprioară.
Charleston și Savannah au fost principalele porturi comerciale pentru exportul de piele de căprioară. Pieile de căprioară au devenit cel mai popular produs de export și au sprijinit monetar coloniile cu veniturile obținute din taxele pe pieile de căprioară. Comerțul din Charleston era reglementat de Comisia pentru Comerț cu Indienii, compusă din negustori care monopolizau piața și profitau din vânzarea pieilor de căprioară. De la începutul până la mijlocul secolului al XVIII-lea, exporturile de piele de căprioară din Charleston s-au dublat. Charleston primea și tutun și zahăr din Indiile de Vest, și rom din nord în schimbul pieilor de căprioară. În schimb, Marea Britanie trimitea lână, arme, muniție, unelte de fier, îmbrăcăminte și alte produse industriale care erau vândute băștinașilor americani.

### După Războiul de Independență
Războiul de Independență a perturbat comerțul cu piele de căprioară, deoarece importul de produse industriale britanice a fost întrerupt. Comerțul cu piele de căprioară intrase deja în declin din cauza vânătorii excesive a căprioarelor. Scăderea comerțului i-a obligat pe băștinașii americani să rămână fără produse de care depindeau, cum erau armele. Unii indieni, precum Creek, au încercat să restabilească legături comerciale cu spaniolii din Florida, unde se ascundeau și unii loialiști. Când războiul s-a încheiat cu retragerea britanicilor, multe triburi care luptaseră de partea lor au rămas neprotejate și au fost nevoite să încheie pace și noi înțelegeri comerciale cu noua țară. Mulți băștinași americani au fost supuși violențelor din partea noilor americani care căutau să le colonizeze teritoriul. Noul guvern american a negociat tratate care recunoșteau granițele dinainte de război, cum ar fi cele cu Choctaw și Chickasaw, și permiteau comerțul deschis.
În cele două decenii care au urmat Războiului de Independență, guvernul Statelor Unite a stabilit noi tratate cu băștinașii americani, care ofereau terenuri de vânătoare și condiții de negoț. Dar valoarea pieilor de căprioare a scăzut pe măsură ce vitele domestice inundau piața, și multe triburi s-au trezit curând înglodate în datorii. Amerindienii Creek au început să-și vândă pământul guvernului pentru a încerca să-și plătească datoriile, iar luptele dintre indieni au făcut ca coloniștii albi să le cotropească cu ușurință pământurile. Guvernul a încercat și el să-i încurajeze pe băștinașii americani să renunțe la vechile lor moduri de vânătoare de subzistență și să se orienteze către agricultură și animale domestice pentru comerț.

## Impactul social și cultural

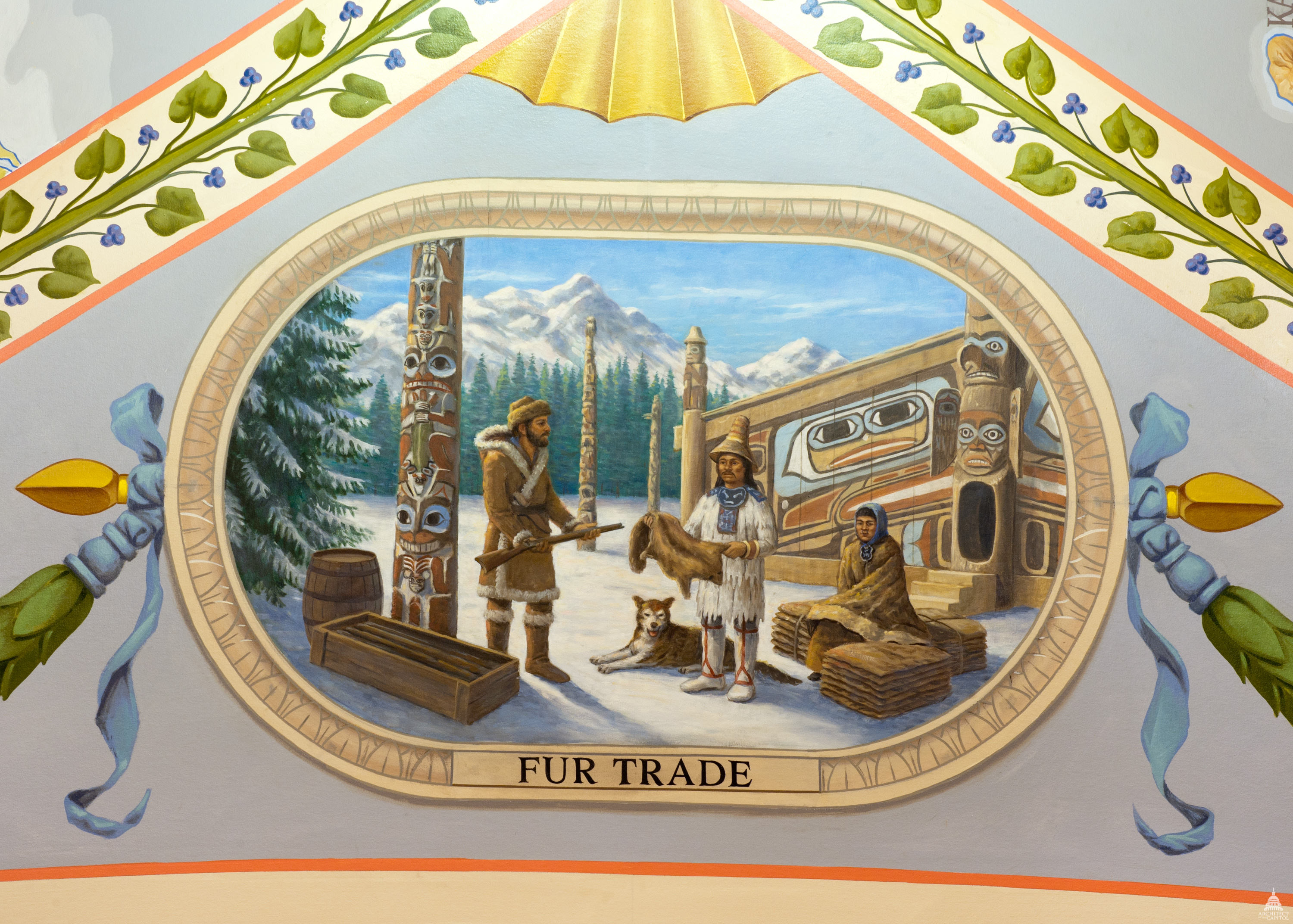
Ilustrație din coridorul extinderii spre Vest, coridoarele Cox, Capitoliul SUA

Comerțul cu blănuri și actorii săi au jucat roluri în filme și în cultura populară. Au făcut subiectul cărților și filmelor, de la James Fenimore Cooper prin Hudson's Bay din 1941 al lui Irving Pichel, popularul musical canadian My Fur Lady din 1957, până la documentarele lui Nicolas Vanier. Spre deosebire de „narațiunea huddy buddy a Canadei drept țara lui Hudson”, propagată atât în cultura populară, cât și în cercurile elitiste ca Beaver Club, fondat în 1785 la Montreal, descrierea adeseori centrată pe bărbați a afacerii cu blănuri nu descrie complet istoria.
Chantal Nadeau, un specialist în comunicare de la Universitatea Concordia din Montreal, vorbește despre „nevestele de la țară” și „căsătoriile de la țară” dintre femeile indiene și vânătorii europeni și Filles du Roy din secolul al XVIII-lea. Nadeau spune că femeile erau descrise ca un fel de marfă, „piele pentru piele”, și au fost esențiale pentru prelungirea durabilă a comerțului cu blănuri. Nadeau descrie blănurile ca fiind un element esențial, „țesătura” simbolismului și națiunii canadiene. Ea observă controversele din jurul vânătorii de foci din Canada, cu Brigitte Bardot ca personaj principal. Actrița Bardot fusese model în campania „Legend” din 1971 a casei americane de modă cu haine de nurcă Blackglama, pentru care a pozat nud în haine de blană. Implicarea ei în campanii anti-blană la scurt timp după aceea a fost ca răspuns la o solicitare a renumitei autoare Marguerite Yourcenar, care i-a cerut lui Bardot să-și folosească statutul de celebritate pentru a ajuta mișcarea împotriva vânătorii de foci. Bardot a avut succese ca activistă împotriva blănurilor și s-a transformat dintr-un sex-simbol la mama adultă a „puilor de focă albă”. Nadeau a legat aceasta de implicarea ei ulterioară în politica de dreapta franceză. Mișcarea împotriva blănurilor din Canada s-a împletit cu explorarea istoriei de către națiune în timpul și după Revoluția Liniștită din Quebec, până la revenirea mișcării împotriva blănurilor de la sfârșitul anilor 1990. Campania celebrităților PETA: „Prefer să merg goală decât să port blană”, a întors motto-ul și simbolul „piele pentru piele” împotriva blănurilor și comerțului cu blănuri.

## Zilele moderne

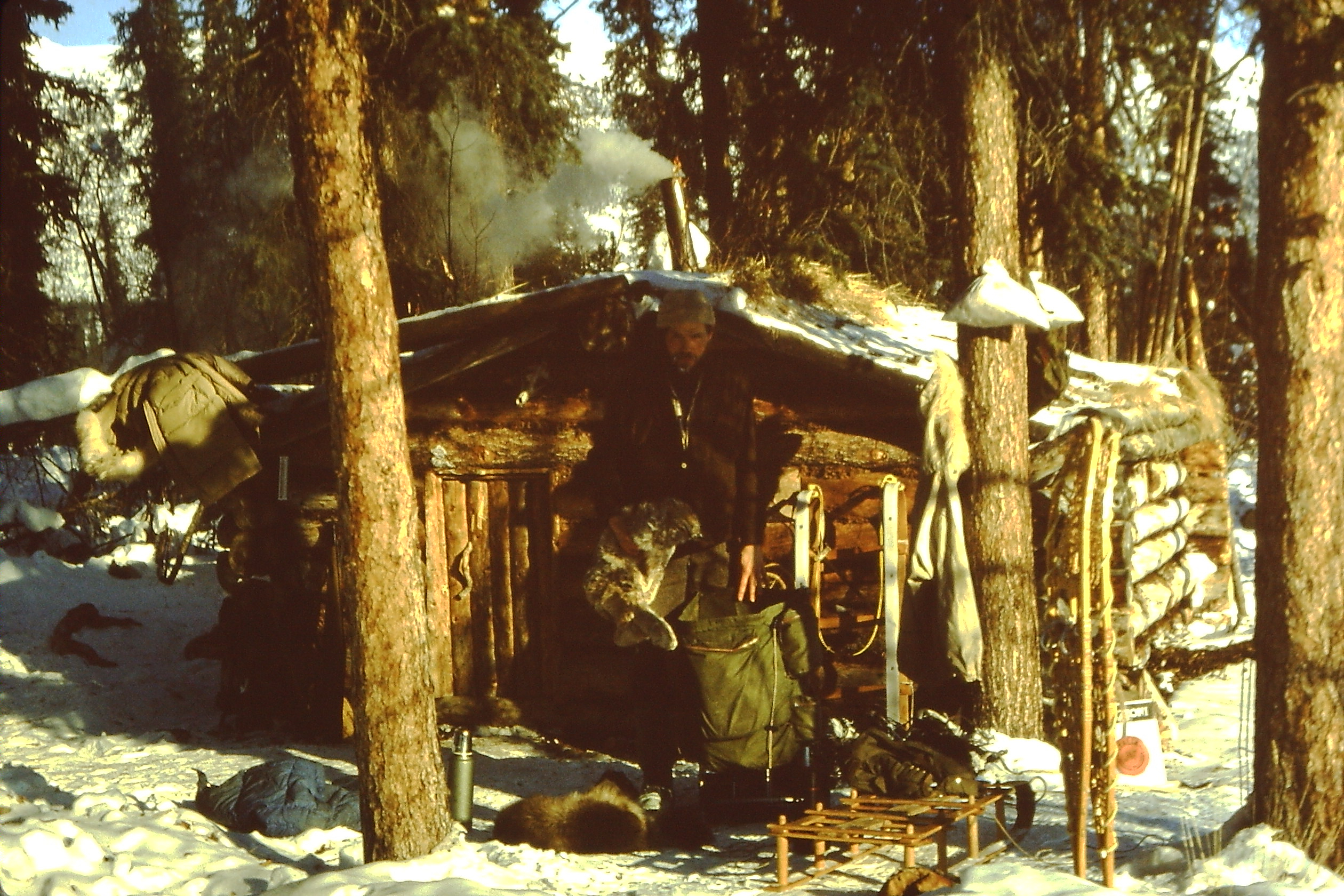
Colibă vânătorească din Alaska, anii 1980

Vânatul modern cu capcane și comerțul cu blănuri în America de Nord face parte dintr-o industrie globală a blănurilor de 15 miliarde de dolari, în care pieile de animale sălbatice reprezintă doar 15 procente din producția totală de blană. În 2008, recesiunea globală a lovit în mod deosebit industria blănurilor și a vânătorii, cu prețuri foarte scăzute ale blănurilor, datorită scăderii vânzărilor de haine și pălării scumpe. O astfel de scădere a prețurilor blănurilor reflectă tendințele recesiunilor economice anterioare.
În 2013, grupul North American Fur Industry Communications (NAFIC) a pus la punct un program educațional public de cooperare pentru industria blănurilor din Canada, iar NAFIC din SUA difuzează informații prin Internet sub marca „Truth About Fur”.